# 柏市
柏市（かしわし）は、千葉県の北西部に位置する市。中核市、業務核都市に指定されている。
人口は約43万人で千葉県内では市川市に次いで第5位の人口規模である。人口規模では松戸市や市川市に劣るものの、県内では船橋市（県内人口第2位）とともに中核市に指定されている。 東葛飾地域に属している。旧東葛飾郡、南相馬郡及び印旛郡。
1954年市制施行。

## 概要
首都圏の代表的な衛星都市・ベッドタウン。柏駅を中心とした商圏を形成し、商圏人口は市調査で16市3町の237万人（2016年度調査）、県調査で6市144万人（2018年度調査、茨城県からの統計を含まず）に及び、千葉県のみならず首都圏有数の規模の商業都市である。環境未来都市、総合特区、新産業創造都市に指定され、つくばエクスプレス（TX）沿線の柏の葉エリアはスマートシティの先駆けともなっている。東京都へ通勤・通学する15歳以上就業者・通学者（いわゆる「千葉都民」）の割合は28.6%である（2015年度）。
江戸時代には水戸街道の宿場町である小金宿と我孫子宿の中間に位置する小さな集落であった。1896年の常磐線柏駅開業により柏の発展が始まった。ただし本格的な住宅地開発が始まるのは常磐線が電化された戦後からである。大正時代の北総鉄道（現在の東武野田線〈東武アーバンパークライン〉）開通により、大宮駅・船橋駅方面からのアクセスが向上し、柏駅は交通の結節点となった。
1960年代より東京のベッドタウンとして開発が進み、多くの森や農地が大規模な団地などへと転用され、人口は急激に増加した。乗降客数の増加に対応するため、国鉄は通勤五方面作戦にて常磐線の複々線化を行った。柏駅は70年代に日本初のペデストリアンデッキが建設されたことで知られ、そごう、髙島屋、丸井などの百貨店をはじめ多くの商業施設が進出し、遠く茨城県、埼玉県からも買い物客を集めた。1980年代以降は柏駅周辺に若者向けの商業施設が次々と開店し、千葉県の商都船橋市と並ぶ東葛飾地域（旧：東葛飾郡北部）随一の商業拠点となった。その賑わいから、「東の渋谷」と称されることもあるほどである。現在、中心市街地の柏駅周辺は、イオンモール柏、モラージュ柏、流山おおたかの森や柏の葉キャンパス、アリオ柏など周辺に大型SCが林立しており、柏駅前の商業にも柏そごうが2016年に閉店し、2024年にはイトーヨーカドー柏店、ルイ・ヴィトン柏高島屋ステーションモール店、ジュンク堂書店モディ柏店が相次いで閉店、また2025年7月27日にはマルイ柏店（旧VAT館）も閉店するなど競争激化による影響が出ており、駅前の市街地再開発の構想が出ているが地権者の反対等で暗礁に乗り上げている。柏駅の乗降客数は、常磐線のバイパス路線であるつくばエクスプレスが開業するまで、船橋駅や千葉駅などを抑えて千葉県内で第1位であった。
つくばエクスプレス沿線のほか、東武アーバンパークライン（東武野田線）沿線などでは、新興住宅地の開発が加速し、東京都区部へのアクセスの良さからも、大規模マンションや住宅街が林立し、商業施設の充実、整備された公共施設、自然豊富な住環境が整っている。買って住みたい街 においても、首都圏第7位を記録するなど定住を目的としたファミリー層を中心に支持を受けている。特に柏の葉キャンパスは千葉県の住みここち（駅）ランキング（2021年度版）で「海浜幕張駅」や「印西牧の原駅」を押さえて3年連続で1位の人気となっている。柏の葉キャンパス駅周辺には研究・教育施設が集約し、公共団体・企業・大学が連携して国際学術都市、次世代環境都市構想が進行している。英国の名門パブリックスクール「ラグビー校」の日本校も開校。
市中央部は東武アーバンパークライン（東武野田線）・JR常磐線、国道6号・国道16号が交差する交通の要衝となっている。市北部はつくばエクスプレスが通り、大学、研究所、産学連携施設などが置かれ、文教地区としての顔を持つ柏の葉地域が中心となっている。また、高齢化率が40%を超える豊四季台団地では柏市と東京大学、UR都市機構の三者による共同プロジェクトが始まり、これを皮切りにした超高齢化・長寿社会に対する一連の対策は「柏プロジェクト」としてしばしば話題となっている。健康都市連合加盟都市。

## 地理

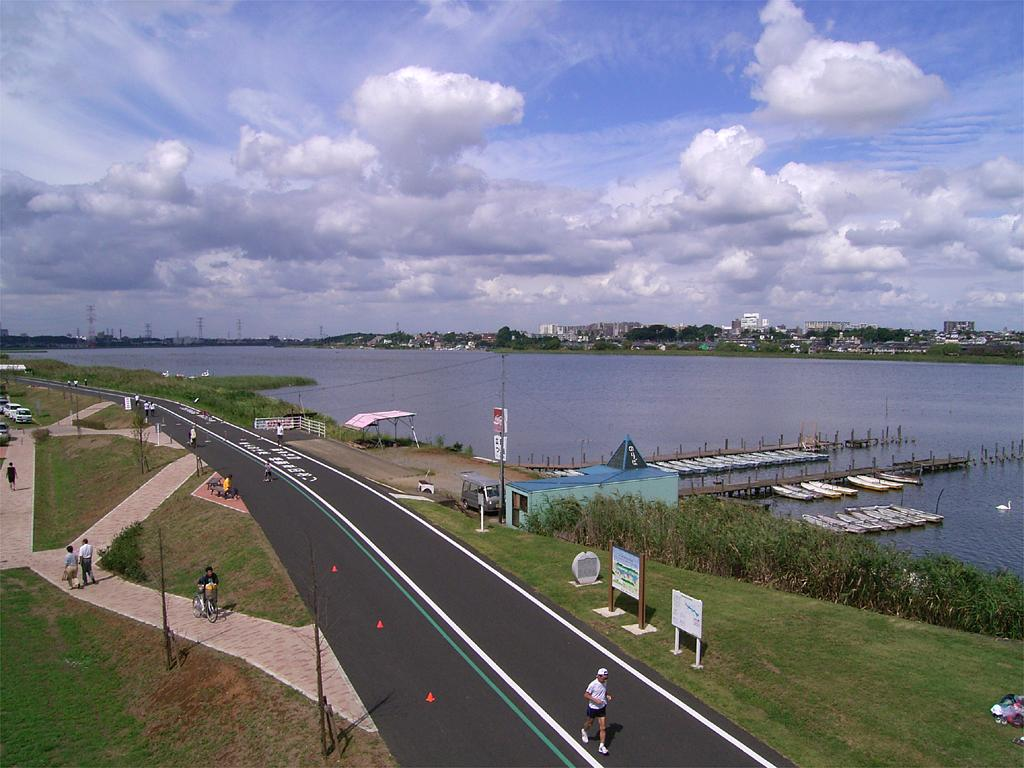
手賀沼サイクリングロード

千葉県の北西部に位置し、県庁所在地である千葉市から約30キロメートルの距離である。東京都の都心から25 - 35キロメートル圏内である。都市雇用圏における東京都市圏（東京都区部）のベッドタウンとしての性質が強く、高層マンションや住宅街が林立している。東京都特別区部への通勤率は42.3%（2015年国勢調査）。鉄道での千葉市へのアクセスが悪く、常磐線やつくばエクスプレスなどで東京への移動が便利なことからいわゆる「千葉都民」が多い。
松戸市、野田市、流山市、我孫子市、鎌ケ谷市、印西市、白井市、茨城県取手市、守谷市に隣接する。
関東平野の中に位置し、市域の大半は下総台地と谷津田から構成され、北端の利根川沿いの地域や、東端の手賀沼に近い地域は低地となっている。海抜が最も低い地点は手賀沼周辺低地で約5メートル、最も高い地点は市南端（台地部）で約32メートルである。
- 河川：一級河川 - 利根川、大堀川、大津川（地金掘）、手賀川
- 運河：利根運河、染井入落、金山入落
- 湖沼：手賀沼、下手賀沼、こんぶくろ池（弁天池）

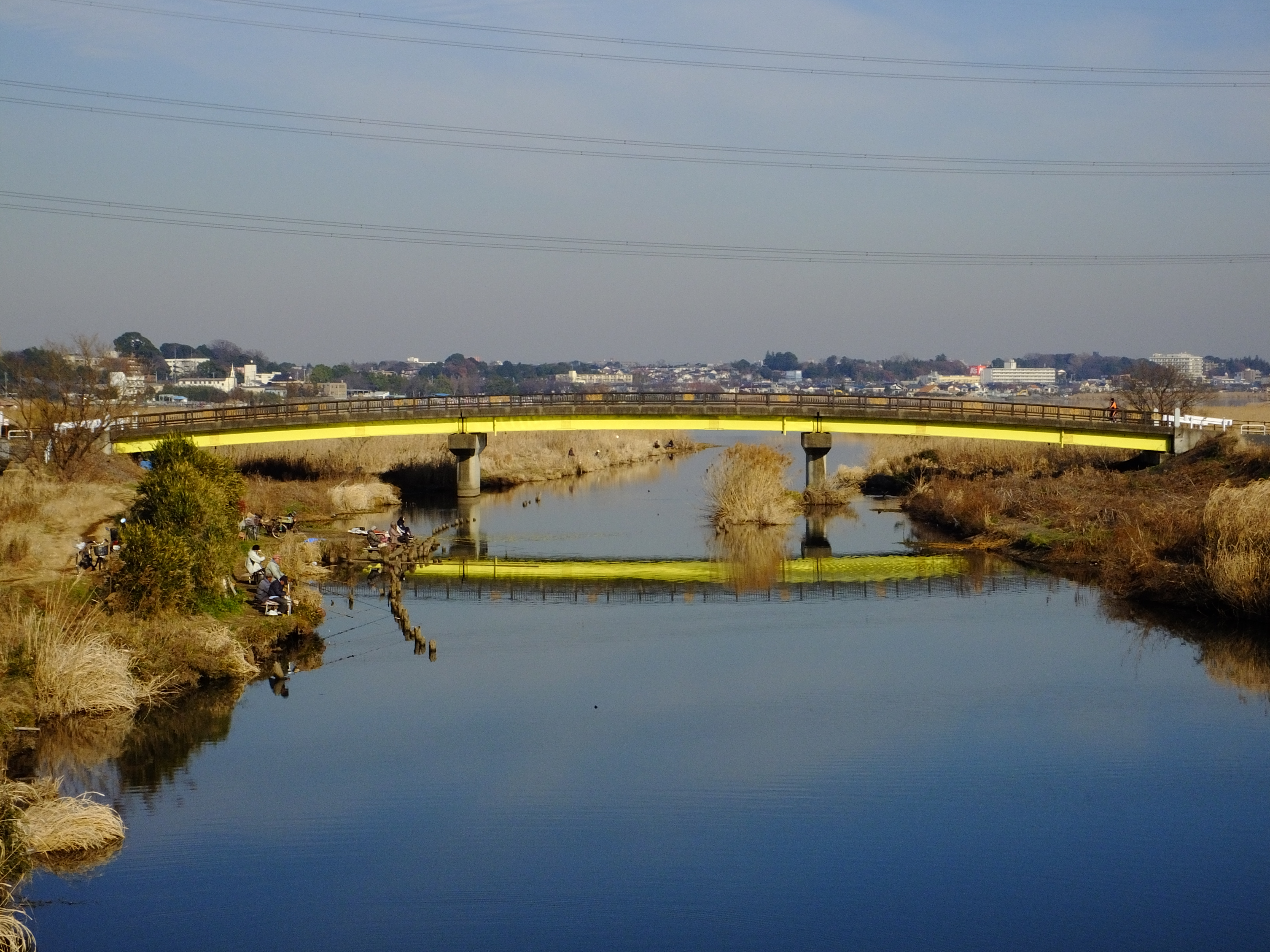
ヒドリ橋（大津川）
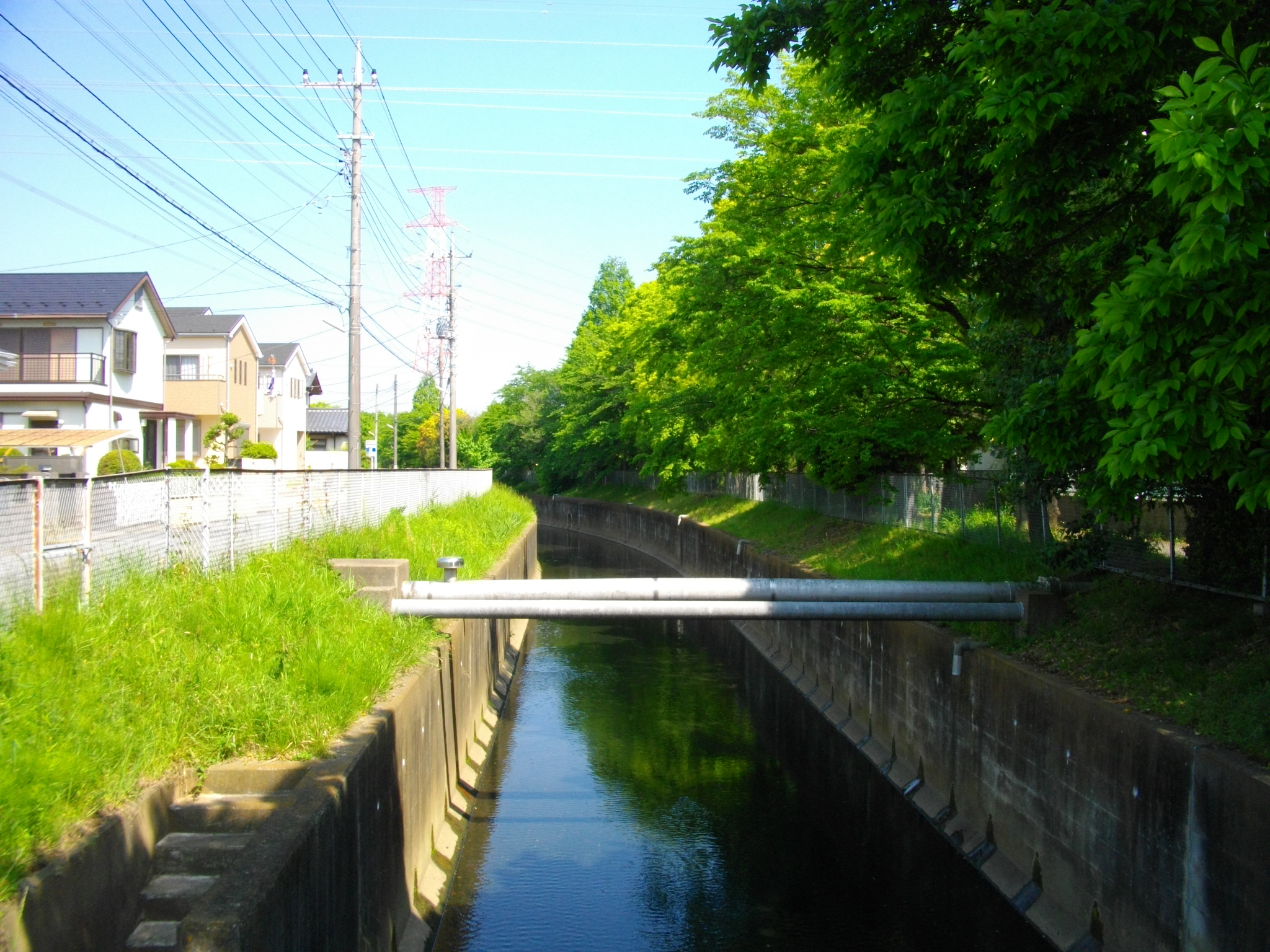
地金掘（大堀川支流）
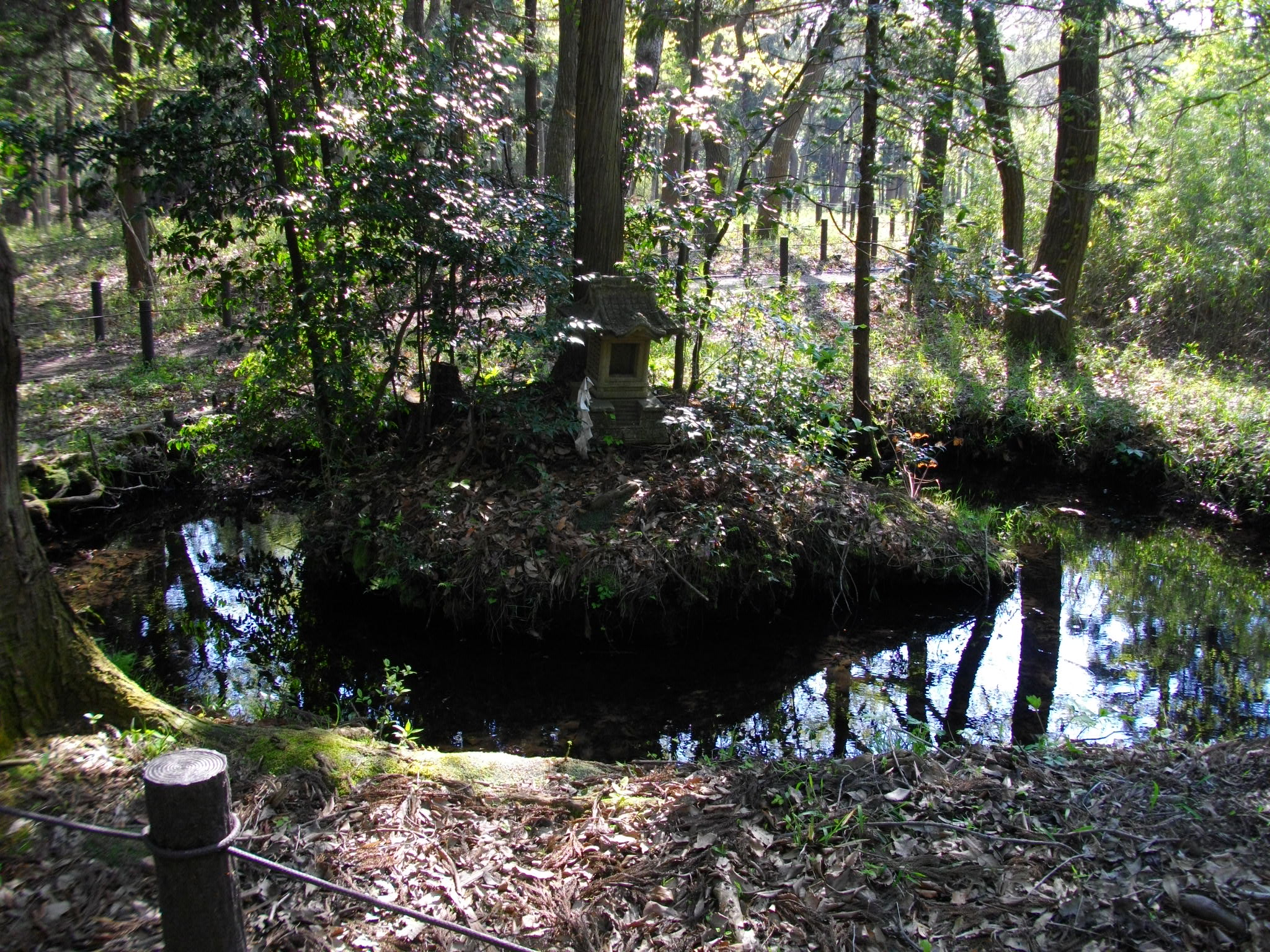
こんぶくろ池（弁天池）

### 地名表記
柏市には〜ケ（が）丘という地名が5つあるが、表記は混在する。
- ケ丘が正式表記

大津ケ丘、光ケ丘、緑ケ丘
- が丘が正式表記

つくしが丘、ひばりが丘
うち大津ケ丘は、旧：沼南町の地区である。

### 隣接自治体
| - 松戸市 - 我孫子市 - 鎌ケ谷市 - 野田市 - 流山市 - 印西市 - 白井市 | - 茨城県 - 取手市 - 守谷市 |

## 歴史

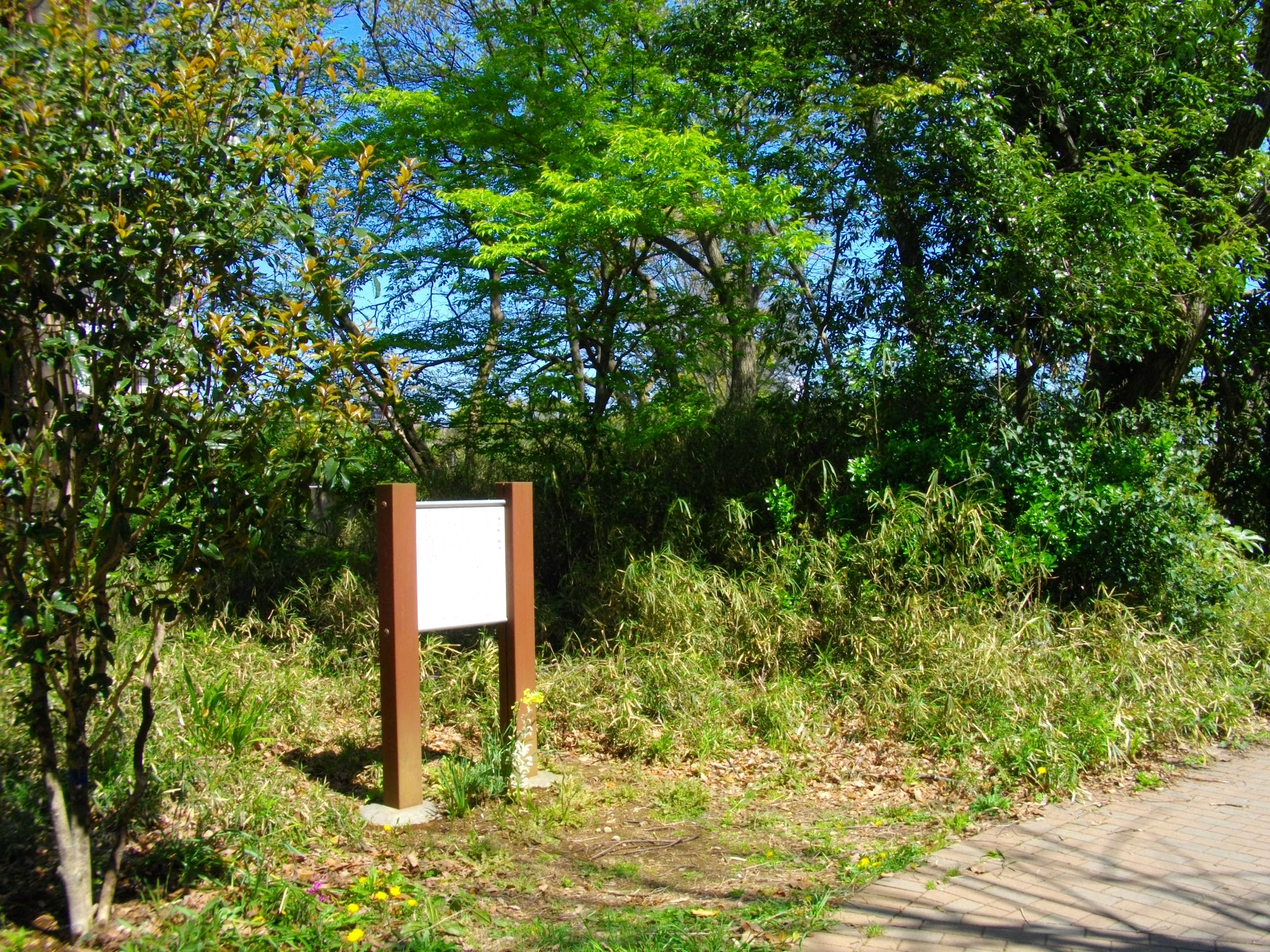
境根原合戦戦跡（光ヶ丘団地）

東葛地域では明治以前に栄えていたのは水運の便がある松戸・流山・野田などであり、現在の柏の中心市街地に当たる柏村は水戸街道沿いにありながら宿駅ではなかった。1479年1月2日（文明10年12月10日）、下総国葛飾郡境根原（現：千葉県柏市酒井根）にて上杉定正の重臣太田道灌が、下総の土豪千葉氏の内紛に絡む形で境根原合戦が始まった。柏市酒井根には「合戦場」と称する箇所が多数あり、またかつては多くの塚があり、原、木内など千葉孝胤軍の将兵の墓であると伝えられていた。光ケ丘の開発などでこれらの塚も埋められてしまったが、現在も団地の隙間など一部箇所に塚が残っている。また、柏市中央図書館の正門前にある柏市の地図の中に「境根原合戦古戦場」と書かれてある。
利根川・江戸川の水運が栄えた江戸時代には、川沿いの集落が栄えた。現在の市域北部に位置する布施村（現：布施）は加村河岸（現：流山市加）と結ぶ鮮魚の輸送ルートとして賑わった。旧柏村は明治時代の初めに至るまで水戸街道の小金宿と我孫子宿の間に位置する村落であった。

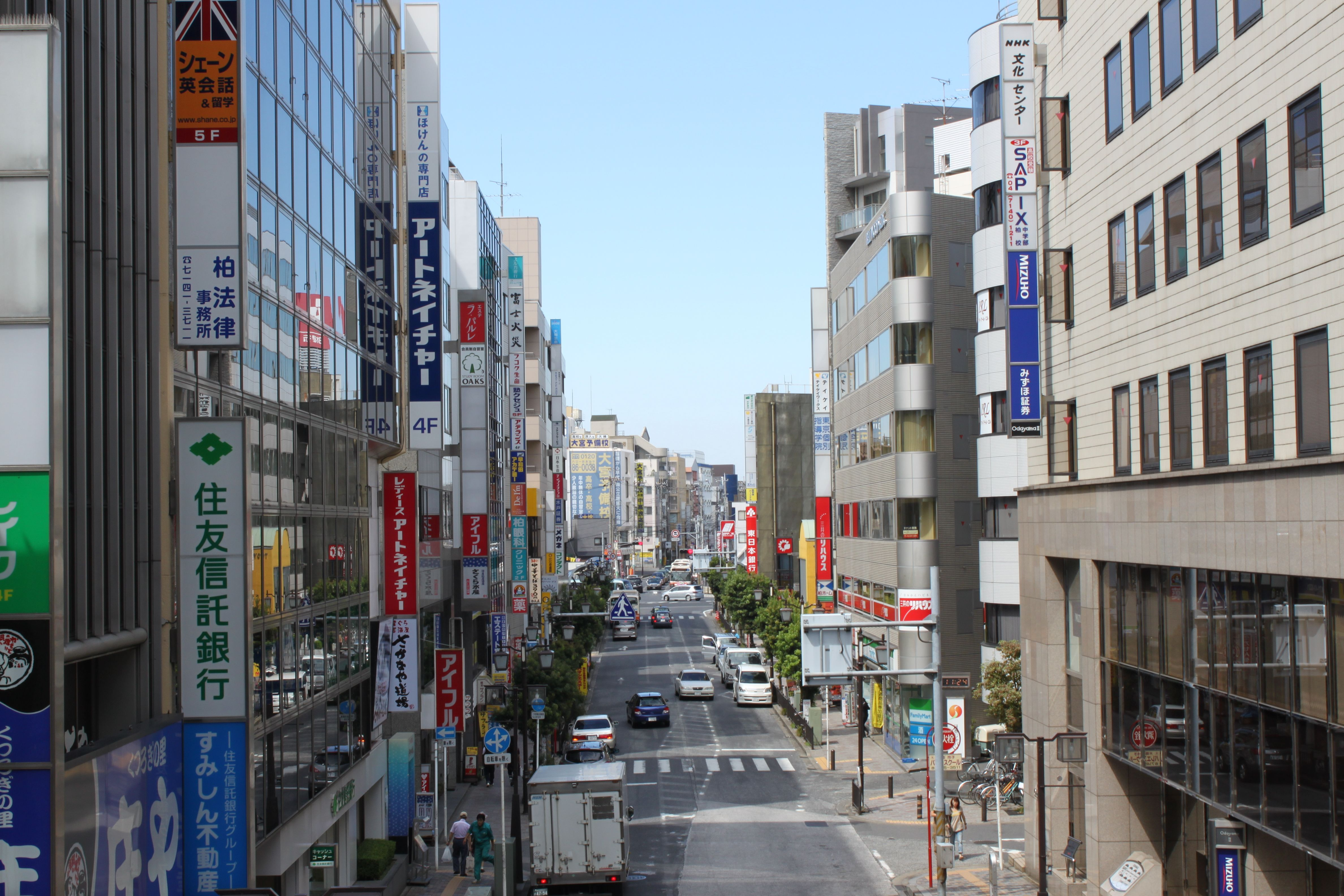
柏駅西口駅前大通り

1896年（明治29年）の常磐線開通、続く大正時代の北総鉄道（現：東武野田線〈東武アーバンパークライン〉）開通により柏駅は乗り換え駅となり、同駅を中心に市街地が形成される。1960年代より東京のベッドタウンとして人口が急増した。1964年東京オリンピックの後ごろから柏市では市街地再開発の機運が高まり、1969年（昭和44年）に施行された都市再開発法の第1号の指定を受け柏駅前再開発事業を開始。1970年代以降はそごう、髙島屋、丸井などの百貨店をはじめ多くの商業施設が進出し、東京の衛星都市的な商業地として栄える。1980年代の前後には柏駅周辺に若者向けの商業施設が次々と開店し、東葛地域（旧：東葛飾郡北部）の商業拠点となった。
2005年（平成17年）には首都圏新都市鉄道つくばエクスプレスの開通を契機として市北部の柏の葉地域で東京大学、千葉大学、産学連携施設を中心とした文教地区が形成され、筑波研究学園都市とは異なる未来の学園都市の姿を現出。柏の葉においては、産官学連携によって「国際学術研究都市」に加え、ICTを活用したスマートシティを目指す街づくりが行われている。更に郊外型ショッピングモールやマンション開発も活発化し、若い世代を中心に人口が増加している。

### 沿革
- 1479年（文明10年12月10日）1月2日 - 境根原（現：柏市酒井根）で境根原合戦が行われた。市域の豪族匝瑳氏が戦闘に加わった。
- 1881年（明治14年） - 水戸街道が国道に昇格したのに伴い駅伝取締所が設置され、宿駅としての機能を有するようになった。
- 1889年（明治22年）10月1日 - 市制・町村制施行に伴い、柏村は戸張村・篠籠田村・松ヶ崎村・高田村などの区域を以って千代田村を設置し、同日豊四季村とのあいだに千代田村・豊四季村組合を組織した（豊四季村は士族の開墾村であり合併せずに江戸期以来の村々と距離をおいた）。
- 1896年（明治29年）12月25日 - 日本鉄道土浦線（田端 - 土浦間）が開業し、柏駅が設置。
- 1911年（明治44年）5月9日 - 千葉県営鉄道（柏 - 野田町間）が開業。
- 1914年（大正3年）10月10日 - 千代田村・豊四季村組合の組合を解消し、千代田村となる。
- 1923年（大正12年）12月27日 - 旧北総鉄道の柏 - 船橋間が開業、現在に至る柏駅の鉄道交通が整う。
- 1924年（大正13年）4月10日 - 千葉県立東葛飾中学校（現在の千葉県立東葛飾高等学校の前身。地元有志による大正年間中ごろからの誘致運動が実り東葛飾郡初の旧制中学校）開校。

柏町設置後
- 1926年（大正15年）9月15日 - 千代田村が町制を施行し柏町となる。柏駅設置後、同駅を中心に新たに市街地が形成されたことから、千代田村内の大字の一つであった「柏」が新町の名称となった。
- 満州事変以降 - 柏は陸軍の軍都としての色彩を強め、陸軍柏飛行場、高射砲連隊、柏陸軍病院（戦後国立柏病院を経て、現在は柏市立柏病院）などが設置された。
- 1954年（昭和29年）
  - 9月1日 - 柏町は土村・田中村・小金町と合併して市制を施行し東葛市（とうかつし）となった。しかし小金町の有力者の多くは松戸との血縁関係が強かったこともありその大部分を松戸派で占め、合併後も千葉県議会前で座り込みを行うなどの抗議活動を続けた。
  - 10月15日 - 一部（いわゆる根木内地区の一部）を残して旧小金町域は松戸市に移管された[13]。
  - 11月1日 - 富勢村の一部を東葛市に編入。

柏市改称後
- 1954年（昭和29年）11月15日 - 東葛市が柏市に改称。
- 1964年（昭和39年）2月1日 - 東葛飾郡沼南村が町制を施行して沼南町になる。
- 1971年（昭和46年）4月20日 - 柏市内の国鉄常磐線複々線化が完了。帝都高速度交通営団（現在の東京メトロ）千代田線が常磐線との直通を開始し、市内の常磐線各駅は常磐緩行線の停車駅として千代田線霞ヶ関駅まで直通可能に[注釈 4]。
- 1972年（昭和47年）10月2日 - 柏駅に快速ホームが開設され、快速電車が停車開始。
- 1973年（昭和48年）
  - 10月6日 - 柏駅東口に日本初[要出典]のペデストリアンデッキ（柏市ではダブルデッキと呼んだ）を供用開始。
  - 11月2日 - 柏駅西口駅前再開発事業が一段落。
- 1979年（昭和54年）11月28日 - 市制25周年を記念し、市民愛唱歌「青春かしわ」と市民音頭「かしわふるさと音頭」を選定。
- 1981年（昭和56年）4月27日 - 常磐自動車道の柏インターチェンジ - 谷田部インターチェンジが開通し、柏インターチェンジが開設。
- 1985年（昭和60年）1月24日 - 常磐自動車道の三郷インターチェンジ - 柏インターチェンジが開通し首都高速道路と接続。
- 1992年（平成4年）7月1日 - 柏の葉にがん医療研究拠点の国立がん研究センター（旧称：国立がんセンター）東病院が開院。
- 1994年（平成6年） - 日立FC柏レイソル（1996年より柏レイソル）が、翌年からのJリーグ昇格を決める[注釈 5]。
- 1999年（平成11年） - 柏の葉公園総合競技場完成。
- 2000年（平成12年） - 柏の葉に東京大学柏キャンパスがスタート。
- 2005年（平成17年）
  - 3月28日 - 東葛飾郡沼南町を編入。これにより、東葛飾郡は消滅。
  - 8月24日 - 首都圏新都市鉄道つくばエクスプレス開業。
- 2010年（平成22年）8月5日 - 人口が40万人を突破。
- 2024年（令和６年）市制70周年

### 市名の由来
柏の名の由来は諸説あるが、河岸（杭の意）場に由来するという説が有力とされている。

### 政令指定都市構想
1990年代以降、周辺市町との合併による政令指定都市移行を目指すべきとの議論が一部から提唱されており、2001年（平成13年）に流山市・我孫子市・東葛飾郡沼南町との合併研究会を設けるも、流山市および我孫子市は相次ぎ離脱し、残る沼南町とは2003年（平成15年）に合併協議会を設置して協議を進め、2005年（平成17年）3月28日に同町を編入した。これにより人口は約38万人、面積は約115平方キロメートルに拡大、中核市に移行するための面積要件を満たすことにより、2008年（平成20年）4月1日に千葉県内では船橋市に続き中核市に移行した。なお合併直前の旧柏市の人口は333,519人、面積は72.91平方キロメートルであった。
なお現在も、柏市と野田市・我孫子市・流山市・松戸市・鎌ケ谷市のいわゆる「東葛6市」での合併による政令指定都市構想があり、この6市で構成されている東葛広域行政連絡協議会が、2006年（平成18年）5月に 政令指定都市問題研究会 を設置し、2006年度（平成18年度）・2007年度（平成19年度）の2ヵ年をかけて、今後の政令指定都市の議論に役立てるため、構成市である6市の基礎データの収集や分析、広域的課題の整理などを行うとともに、政令指定都市制度の研究や東葛地域におけるシミュレーションなどの調査・研究を行ったが、同会は「合併を前提とはしていない」とした。また、2008年（平成20年）7月には、政令指定都市移行による効果や影響、意義などについて、より具体的な検証を行うため、松戸市・柏市の2市による 松戸市・柏市政令指定都市研究会 を設立した。一方、船橋市や市川市でも似たような構想があり、松戸市や鎌ケ谷市ではこの方面との合併を模索する動きを見せた。4市合併による政令指定都市移行を研究する「東葛飾・葛南地域4市政令指定都市研究会」が2007年（平成19年）4月に始まり、2009年（平成21年）3月に報告書を出し、終了した。千葉県庁は2000年（平成12年）に策定した市町村合併推進要綱では政令指定都市構想に全く言及しなかったが、2006年（平成18年）に策定した市町村合併構想では、枠組みこそ決めなかったが「合併による政令指定都市移行でステップアップを目指すべき地域」とした。

## 人口
2015年国勢調査より前回調査からの人口増減をみると、2.46%増の413,954人であり、増減率は千葉県下54市町村中5位、60行政区域中7位。
2020年国勢調査より前回調査からの人口増減をみると、3.04%増の426,552人であり、増減率は千葉県下54市町村中12位、60行政区域中13位。
グラフ・統計
| |                                      |  |
| 柏市と全国の年齢別人口分布（2005年） | 柏市の年齢・男女別人口分布（2005年） |  |
| ■紫色 ― 柏市 ■緑色 ― 日本全国 | ■青色 ― 男性 ■赤色 ― 女性            |  |
| 柏市（に相当する地域）の人口の推移 \| 1970年（昭和45年） \| 169,115人 \| \| \| 1975年（昭和50年） \| 225,215人 \| \| \| 1980年（昭和55年） \| 272,904人 \| \| \| 1985年（昭和60年） \| 311,155人 \| \| \| 1990年（平成2年） \| 347,002人 \| \| \| 1995年（平成7年） \| 362,880人 \| \| \| 2000年（平成12年） \| 373,778人 \| \| \| 2005年（平成17年） \| 380,963人 \| \| \| 2010年（平成22年） \| 404,012人 \| \| \| 2015年（平成27年） \| 413,954人 \| \| \| 2020年（令和2年） \| 426,468人 \| \| |                                      |  |
| 総務省統計局 国勢調査より |                                      |  |
| 1970年（昭和45年） | 169,115人                            |  |
| 1975年（昭和50年） | 225,215人                            |  |
| 1980年（昭和55年） | 272,904人                            |  |
| 1985年（昭和60年） | 311,155人                            |  |
| 1990年（平成2年） | 347,002人                            |  |
| 1995年（平成7年） | 362,880人                            |  |
| 2000年（平成12年） | 373,778人                            |  |
| 2005年（平成17年） | 380,963人                            |  |
| 2010年（平成22年） | 404,012人                            |  |
| 2015年（平成27年） | 413,954人                            |  |
| 2020年（令和2年） | 426,468人                            |  |

## 町名
柏市では、一部の地域で住居表示に関する法律に基づく住居表示が実施されている。
| 町名             | 町名読み             | 住居表示実施年月日 | 住居表示実施直前町名       | 備考                          |
| ---------------- | -------------------- | ------------------ | -------------------------- | ----------------------------- |
| 青葉台一丁目     | あおばだい           | 年月日             |                            |                               |
| 青葉台二丁目     | あおばだい           | 年月日             |                            |                               |
| あかね町         | あかねちょう         | 年月日             |                            |                               |
| 明原一丁目       | あけはら             | 1970年6月1日       | 明原町                     |                               |
| 明原二丁目       | あけはら             | 1970年6月1日       | 明原町、篠籠田、あけぼの町 |                               |
| 明原三丁目       | あけはら             | 1970年6月1日       | 明原町、篠籠田             |                               |
| 明原四丁目       | あけはら             | 1970年6月1日       | 明原町                     |                               |
| 曙橋             | あけぼのばし         |                    |                            |                               |
| あけぼの一丁目   | あけぼの             | 1968年4月1日       |                            |                               |
| あけぼの二丁目   | あけぼの             | 1968年4月1日       |                            |                               |
| あけぼの三丁目   | あけぼの             | 1968年4月1日       |                            |                               |
| あけぼの四丁目   | あけぼの             | 1968年4月1日       |                            |                               |
| あけぼの五丁目   | あけぼの             | 1968年4月1日       |                            |                               |
| 旭町一丁目       | あさひちょう         | 1970年6月1日       | 豊四季、明原町             |                               |
| 旭町二丁目       | あさひちょう         | 1970年6月1日       |                            |                               |
| 旭町三丁目       | あさひちょう         | 1970年6月1日       | 豊四季、明原町             |                               |
| 旭町四丁目       | あさひちょう         | 1970年6月1日       |                            |                               |
| 旭町五丁目       | あさひちょう         | 1970年6月1日       |                            |                               |
| 旭町六丁目       | あさひちょう         | 1970年6月1日       |                            |                               |
| 旭町七丁目       | あさひちょう         | 1970年6月1日       |                            |                               |
| 旭町八丁目       | あさひちょう         | 1970年6月1日       |                            |                               |
| 東上町           | あずまかみちょう     |                    |                            |                               |
| 東台本町         | あずまだいほんちょう |                    |                            |                               |
| 東一丁目         | あずま               |                    |                            |                               |
| 東二丁目         | あずま               |                    |                            |                               |
| 東三丁目         | あずま               |                    |                            |                               |
| 泉               | いずみ               |                    |                            |                               |
| 泉町             | いずみちょう         |                    |                            |                               |
| 泉村新田         | いずみむらしんでん   |                    |                            |                               |
| 伊勢原一丁目     | いせはら             |                    |                            |                               |
| 今谷上町         | いまやかみちょう     |                    |                            |                               |
| 今谷南町         | いまやみなみちょう   |                    |                            |                               |
| 岩井             | いわい               |                    |                            |                               |
| 岩井新田         | いわいしんでん       |                    |                            |                               |
| 永楽台一丁目     | えいらくだい         |                    |                            |                               |
| 永楽台二丁目     | えいらくだい         |                    |                            |                               |
| 永楽台三丁目     | えいらくだい         |                    |                            |                               |
| 大青田           | おおあおた           |                    |                            |                               |
| 大井             | おおい               |                    |                            |                               |
| 大井新田         | おおいしんでん       |                    |                            |                               |
| 大塚町           | おおつかちょう       |                    |                            |                               |
| 大島田           | おおしまだ           |                    |                            |                               |
| 大島田一丁目     | おおしまだ           |                    |                            |                               |
| 大島田二丁目     | おおしまだ           |                    |                            |                               |
| 大津ケ丘一丁目   | おおつがおか         |                    |                            |                               |
| 大津ケ丘二丁目   | おおつがおか         |                    |                            |                               |
| 大津ケ丘三丁目   | おおつがおか         |                    |                            |                               |
| 大津ケ丘四丁目   | おおつがおか         |                    |                            |                               |
| 大室             | おおむろ             |                    |                            |                               |
| 大室一丁目       | おおむろ             |                    |                            |                               |
| 大室二丁目       | おおむろ             |                    |                            |                               |
| 大室三丁目       | おおむろ             |                    |                            |                               |
| 大山台一丁目     | おおやまだい         |                    |                            |                               |
| 大山台二丁目     | おおやまだい         |                    |                            |                               |
| 加賀一丁目       | かが                 |                    |                            |                               |
| 加賀二丁目       | かが                 |                    |                            |                               |
| 加賀三丁目       | かが                 |                    |                            |                               |
| 風早一丁目       | かざはや             |                    |                            |                               |
| 風早二丁目       | かざはや             |                    |                            |                               |
| 柏下             | かしわした           |                    |                            |                               |
| 柏中村下         | かしわなかむらした   |                    |                            |                               |
| 柏インター東     | かしわいんたーひがし | 2018年9月22日      |                            |                               |
| 柏インター南     | かしわいんたーみなみ | 2018年9月22日      |                            |                               |
| 柏の葉一丁目     | かしわのは           | 1990年3月24日      |                            |                               |
| 柏の葉二丁目     | かしわのは           | 1990年3月24日      |                            |                               |
| 柏の葉三丁目     | かしわのは           | 1990年3月24日      |                            |                               |
| 柏の葉四丁目     | かしわのは           | 1990年3月24日      |                            |                               |
| 柏の葉五丁目     | かしわのは           | 1990年3月24日      |                            |                               |
| 柏の葉六丁目     | かしわのは           | 1990年3月24日      |                            |                               |
| 柏の葉七丁目     | かしわのは           | 1990年3月24日      |                            |                               |
| 柏一丁目         | かしわ               |                    |                            |                               |
| 柏二丁目         | かしわ               |                    |                            |                               |
| 柏三丁目         | かしわ               |                    |                            |                               |
| 柏四丁目         | かしわ               |                    |                            |                               |
| 柏五丁目         | かしわ               |                    |                            |                               |
| 柏六丁目         | かしわ               |                    |                            |                               |
| 柏七丁目         | かしわ               |                    |                            |                               |
| 北柏一丁目       | きたかしわ           |                    |                            |                               |
| 北柏二丁目       | きたかしわ           |                    |                            |                               |
| 北柏三丁目       | きたかしわ           |                    |                            |                               |
| 北柏四丁目       | きたかしわ           |                    |                            |                               |
| 北柏五丁目       | きたかしわ           |                    |                            |                               |
| 片山             | かたやま             |                    |                            |                               |
| 片山新田         | かたやましんでん     |                    |                            |                               |
| 金山             | かねやま             |                    |                            |                               |
| 上三ケ尾飛地     | かみさんがおとびち   |                    |                            |                               |
| 上利根           | かみとね             |                    |                            |                               |
| かやの町         | かやのちょう         |                    |                            |                               |
| 北柏台           | きたかしわだい       |                    |                            |                               |
| 五條谷           | ごじょうや           |                    |                            |                               |
| 小青田           | こあおた             |                    |                            |                               |
| 小青田一丁目     | こあおた             |                    |                            |                               |
| 小青田二丁目     | こあおた             |                    |                            |                               |
| 小青田三丁目     | こあおた             |                    |                            |                               |
| 小青田四丁目     | こあおた             |                    |                            |                               |
| 小青田五丁目     | こあおた             |                    |                            |                               |
| 高南台一丁目     | こうなんだい         |                    |                            |                               |
| 高南台二丁目     | こうなんだい         |                    |                            |                               |
| 高南台三丁目     | こうなんだい         |                    |                            |                               |
| 酒井根           | さかいね             |                    |                            |                               |
| 酒井根一丁目     | さかいね             |                    |                            |                               |
| 酒井根二丁目     | さかいね             |                    |                            |                               |
| 酒井根三丁目     | さかいね             |                    |                            |                               |
| 酒井根四丁目     | さかいね             |                    |                            |                               |
| 酒井根五丁目     | さかいね             |                    |                            |                               |
| 酒井根六丁目     | さかいね             |                    |                            |                               |
| 酒井根七丁目     | さかいね             |                    |                            |                               |
| 逆井             | さかさい             |                    |                            |                               |
| 逆井藤ノ台       | さかさいふじのだい   |                    |                            |                               |
| 桜台             | さくらだい           |                    |                            |                               |
| しいの木台一丁目 | しいのきだい         |                    |                            |                               |
| しいの木台二丁目 | しいのきだい         |                    |                            |                               |
| しいの木台三丁目 | しいのきだい         |                    |                            |                               |
| しいの木台四丁目 | しいのきだい         |                    |                            |                               |
| しいの木台五丁目 | しいのきだい         |                    |                            |                               |
| 篠籠田           | しこだ               |                    |                            |                               |
| 下三ケ尾飛地     | しもさんがおとびち   |                    |                            |                               |
| 宿連寺           | しゅくれんじ         |                    |                            |                               |
| 正連寺           | しょうれんじ         |                    |                            |                               |
| 新利根           | しんとね             |                    |                            |                               |
| 新十余二         | しんとよふた         |                    |                            |                               |
| 水道橋           | すいどうばし         |                    |                            |                               |
| 末広町           | すえひろちょう       | 1970年6月1日       | 篠籠田、豊四季、柏、明原町 | ※小字として末広町、仲町、幸町 |
| 関場町           | せきばちょう         |                    |                            |                               |
| 千間橋           | せんげんばし         |                    |                            |                               |
| 染井入新田       | そめいいりしんでん   |                    |                            |                               |
| 高田             | たかた               |                    |                            |                               |
| 高柳新田         | たかやなぎしんでん   |                    |                            |                               |
| 高柳一丁目       | たかやなぎ           |                    |                            |                               |
| 高柳二丁目       | たかやなぎ           |                    |                            |                               |
| 中央町           | ちゅうおうちょう     |                    |                            |                               |
| 中央一丁目       | ちゅうおう           |                    |                            |                               |
| 中央二丁目       | ちゅうおう           |                    |                            |                               |
| 千代田一丁目     | ちよだ               |                    |                            |                               |
| 千代田二丁目     | ちよだ               |                    |                            |                               |
| 千代田三丁目     | ちよだ               |                    |                            |                               |
| 塚崎一丁目       | つかざき             |                    |                            |                               |
| 塚崎二丁目       | つかざき             |                    |                            |                               |
| 塚崎三丁目       | つかざき             |                    |                            |                               |
| つくしが丘一丁目 | つくしがおか         |                    |                            |                               |
| つくしが丘二丁目 | つくしがおか         |                    |                            |                               |
| つくしが丘三丁目 | つくしがおか         |                    |                            |                               |
| つくしが丘四丁目 | つくしがおか         |                    |                            |                               |
| つくしが丘五丁目 | つくしがおか         |                    |                            |                               |
| 手賀             | てが                 |                    |                            |                               |
| 手賀新田         | てがしんでん         |                    |                            |                               |
| 手賀の杜一丁目   | てがのもり           | 年月日             |                            |                               |
| 手賀の杜二丁目   | てがのもり           |                    |                            |                               |
| 手賀の杜三丁目   | てがのもり           |                    |                            |                               |
| 手賀の杜四丁目   | てがのもり           |                    |                            |                               |
| 手賀の杜五丁目   | てがのもり           |                    |                            |                               |
| 常盤台           | ときわだい           | 年月日             |                            |                               |
| 戸張             | とばり               | 年月日             |                            |                               |
| 戸張新田         | とばりしんでん       | 年月日             |                            |                               |
| 富里一丁目       | とみさと             | 年月日             |                            |                               |
| 富里二丁目       | とみさと             | 年月日             |                            |                               |
| 富里三丁目       | とみさと             | 年月日             |                            |                               |
| 豊上町           | とよかみちょう       | 年月日             |                            |                               |
| 豊四季           | とよしき             | 年月日             |                            |                               |
| 豊四季台一丁目   | とよしきだい         | 年月日             |                            |                               |
| 豊四季台二丁目   | とよしきだい         | 年月日             |                            |                               |
| 豊四季台三丁目   | とよしきだい         | 年月日             |                            |                               |
| 豊四季台四丁目   | とよしきだい         | 年月日             |                            |                               |
| 豊住一丁目       | とよすみ             | 年月日             |                            |                               |
| 豊住二丁目       | とよすみ             | 年月日             |                            |                               |
| 豊住三丁目       | とよすみ             | 年月日             |                            |                               |
| 豊住四丁目       | とよすみ             | 年月日             |                            |                               |
| 豊住五丁目       | とよすみ             | 年月日             |                            |                               |

## 行政
- 市長：太田和美（2021年11月21日就任）

### 歴代市長
特記なき場合「歴代市長の一覧」による。
| 代 | 氏名       | 就任                       | 退任                       | 備考                                           |
| -- | ---------- | -------------------------- | -------------------------- | ---------------------------------------------- |
| 1  | 鈴木悦三   | 1954年（昭和29年）10月20日 | 1958年（昭和33年）10月29日 | 1954年（昭和29年）11月15日、東葛市が柏市に改称 |
| 2  | 濱嶋千代丸 | 1958年（昭和33年）11月30日 | 1966年（昭和41年）10月7日  |                                                |
| 3  | 山澤諒太郎 | 1966年（昭和41年）11月13日 | 1978年（昭和53年）11月12日 |                                                |
| 4  | 鈴木眞     | 1978年（昭和53年）11月13日 | 1993年（平成5年）10月1日   |                                                |
| 5  | 本多晃     | 1993年（平成5年）11月21日  | 2009年（平成21年）11月20日 |                                                |
| 6  | 秋山浩保   | 2009年（平成21年）11月21日 | 2021年（令和3年）11月20日  |                                                |
| 7  | 太田和美   | 2021年（令和3年）11月21日  | 現職                       |                                                |

### 行政機関
厚生労働省
- 柏労働基準監督署

法務省
- 千葉地方法務局柏支局

国土交通省
- 千葉国道工事事務所柏維持修繕出張所

気象庁
- 気象大学校(気象庁職員の研修施設、研究施設)

財務省
- 税関研修所
- 東京国税局柏税務署（国税庁）

文部科学省
- ライフサイエンス統合データベースセンター
- 東京大学宇宙線研究所
- 東京大学大気海洋研究所
- 東京大学物性研究所

防衛省
- 陸上自衛隊 柏訓練場
- 海上自衛隊 下総航空基地（一部は鎌ケ谷市にまたがる）
- 航空自衛隊 市ヶ谷基地柏送信所
  - 災害派遣は陸上自衛隊松戸駐屯地・陸上自衛隊需品学校が担当。

独立行政法人
- 産業技術総合研究所（産総研）
  - 柏センター（東大柏IIキャンパス内）

千葉県
- 柏県税事務所

- 柏児童相談所
- 柏土木事務所
- 東葛飾農業事務所
- 手賀沼下水道事務所
- 柏区画整理事務所

特殊法人
- 日本年金機構年金相談センター
- 日本郵便株式会社柏郵便局
- 東日本電信電話株式会社（NTT東日本）東葛営業支店
- 日本放送協会（NHK）文化センター
- 日本たばこ産業株式会社柏支店

### 警察・消防・救急
夕刻に防災行政無線で児童の帰宅を促す放送（「夕焼け小焼け」のイントロ）を流しているが、柏市内では「パンザマスト」という呼称で親しまれている。柏市内の小・中学校で「パンザマストが鳴ったら帰宅」するよう指導するほか、市の広報でも以前は「パンザマスト（防災行政無線）」と記載していた。ただし「パンザマスト」とは本来、防災行政無線機などを設置する柱のことであり、日鉄建材が商標登録している名称である。
警察
- 柏警察署（管内は、柏市全域）
  - 新柏交番、高田原交番、旭町交番、柏駅前交番、北柏駅前交番、豊四季駅前交番、花野井交番、増尾駅前交番、松葉町交番、緑ヶ丘交番、南柏駅前交番、南増尾交番、光ヶ丘交番、大津ヶ丘交番、高柳交番、泉駐在所、手賀駐在所、藤ヶ谷駐在所、富勢駐在所、船戸駐在所、戸張駐在所
- 交通機動隊柏分駐隊
- 第三機動隊（千葉県警察警備部）
- 東葛地区少年センター
- 警察庁科学警察研究所

消防
- 柏市消防局
  - 柏市西部消防署
    - 富勢分署（2009年6月29日に、庁舎老朽化および手狭な理由により根戸分署を廃署の上、現在地にて開署）
    - たなか分署（旧：大室分署）

  - 柏市東部消防署
    - 逆井分署
    - 光ヶ丘分署
    - 柏市旭町消防署
    - 西原分署

  - 柏市沼南消防署
    - 高柳分署
    - 手賀分署

  - 柏市消防団本部
    - 消防団5方面42分団

## 議会

### 千葉県議会
- 選挙区：柏市選挙区
- 定数：5人
- 任期：2023年4月30日 - 2027年4月29日

| 議員名   | 会派名                     | 備考 |
| -------- | -------------------------- | ---- |
| 山下洋輔 | 立憲民主党千葉県議会議員会 |      |
| 浜田穂積 | 自由民主党千葉県議会議員会 |      |
| 松崎太洋 | 自由民主党千葉県議会議員会 |      |
| 阿部俊昭 | 公明党千葉県議会議員団     |      |
| 加藤英雄 | 日本共産党千葉県議会議員団 |      |

### 衆議院
千葉県第8区
- 選挙区：千葉8区（柏市（旧沼南町域を除く）、我孫子市）
- 任期：2021年10月31日 - 2025年10月30日
- 投票日：2021年10月31日
- 当日有権者数：423,866人
- 投票率：56.16％

| 当落 | 候補者名   | 年齢 | 所属党派   | 新旧別 | 得票数    | 重複 |
| ---- | ---------- | ---- | ---------- | ------ | --------- | ---- |
| 当   | 本庄知史   | 47   | 立憲民主党 | 新     | 135,125票 | ○    |
| 比当 | 桜田義孝   | 71   | 自由民主党 | 前     | 81,556票  | ○    |
|      | 宮岡進一郎 | 80   | 無所属     | 新     | 9,845票   |      |

千葉県第13区
- 選挙区：千葉13区（船橋市の一部、柏市（旧沼南町域）、鎌ケ谷市、印西市、白井市、富里市、印旛郡）
- 任期：2021年10月31日 - 2025年10月30日
- 投票日：2021年10月31日
- 当日有権者数：416,857人
- 投票率：54.49％

| 当落 | 候補者名 | 年齢 | 所属党派     | 新旧別 | 得票数    | 重複 |
| ---- | -------- | ---- | ------------ | ------ | --------- | ---- |
| 当   | 松本尚   | 59   | 自由民主党   | 新     | 100,227票 | ○    |
|      | 宮川伸   | 51   | 立憲民主党   | 前     | 79,687票  | ○    |
|      | 清水聖士 | 60   | 日本維新の会 | 新     | 42,473票  | ○    |

## 経済

### 産業

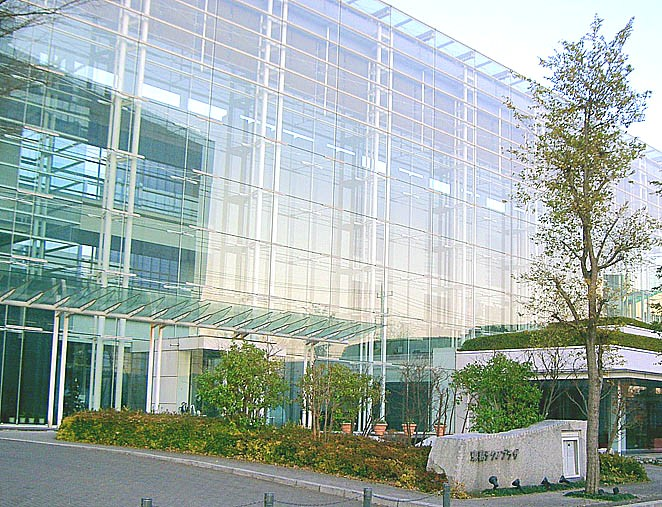
東葛テクノプラザ

柏の葉地区には、東大柏ベンチャープラザ、東葛テクノプラザといった先端産業のためのインキュベーター施設があり、ベンチャー企業の育成が行われている。また、柏の葉キャンパスシティとして、公民学の連携で新しい都市づくりが三井不動産の主導により進められている。このユニークなプロジェクトは、2008年に千葉県、柏市、東京大学、千葉大学により発表された柏の葉国際キャンパスタウン構想で構成されている。 一つは、スマートシティ構想で、ITにより社会インフラを管理する環境型都市づくり。太陽光発電やスマートグリッドを設置し、次世代環境都市を目指す。 もう一つは、公民学の連携による新たなイノベーションを生みだす国際学術研究都市の創設が目標。UDCK（柏の葉アーバンデザインセンター）をプロジェクトの中心とする実際の街を使ったフィールドテストを段階的に実施中である。柏市、三井不動産株式会社、柏の葉アーバンデザインセンターが幹事を務める「柏の葉スマートシティコンソーシアム」が、国土交通省のスマートシティモデル事業の先行モデルプロジェクトに選定された。
市北部に十余二工業団地、東部に根戸工業団地、中部に柏三勢工業団地、柏機械金属工業団地があり、根戸工業団地内には伊藤ハム東京工場、イチカワ（旧：市川毛織）柏工場がある。市南部増尾地区にはニッカウヰスキー柏工場がある。
農業ではカブ、ネギ、ホウレンソウなどの野菜栽培が盛んで、1975年（昭和50年）ごろに日本で初めて中国野菜チンゲンサイ、ザーサイが栽培された。チンゲンサイは老舗中華料理店の知味斎が種を日本に持ち込み、地元農家の西川述夫氏らと栽培法を確立した。
農業協同組合
- ちば東葛農業協同組合（本店）
- 市川市農業協同組合（田中支店、旧田中村のエリア）

#### 市内に本社・本店を置く企業
- 日立ヘルスケア・マニュファクチャリング（旧日立メディコ、東証1部）
- 昭和ホールディングス（東証スタンダード）
- 岡本硝子（東証スタンダード）
- 三協フロンテア（東証スタンダード）
- ジェーソン（東証スタンダード）
- IPネットサービス（関連会社として6つの企業を持つ）
- SSコミュニティー
- 京北スーパー
- コグニロボ
- 三喜
- 三和
- ジーンフロンティア
- 塾クセジュ
- 新柏倉庫
- シンク・アンド・フィール
- ツヅキ
- 柏南自動車教習所
- 日立柏レイソル
- 広島建設
- 山崎帝國堂
- ライコランド
- フラー（登記上の本店は新潟県新潟市中央区）

※かつては、テレビショッピングで有名だった二光（現：西友リテールサポート）も柏に本社があったが、2008年（平成20年）に東京都品川区に移転している。

#### 市内に事業所がある主要企業
- 日立製作所グループ
- ロジスティード
- 木村屋総本店
- 稲葉製作所
- 伊藤ハム
- ニッカウヰスキー
- 凸版印刷
- オリエンタルモーター
- 大日本印刷
  - DNPテクノフィルム
  - DNPテクノポリマー
- イチカワ
- 東洋ガラス
- 昭和ゴム
- 岡本硝子
- センコー
- 山崎帝國堂

#### 商業施設
柏駅前の主な大規模商業施設
- 柏髙島屋ステーションモール（高島屋柏店）

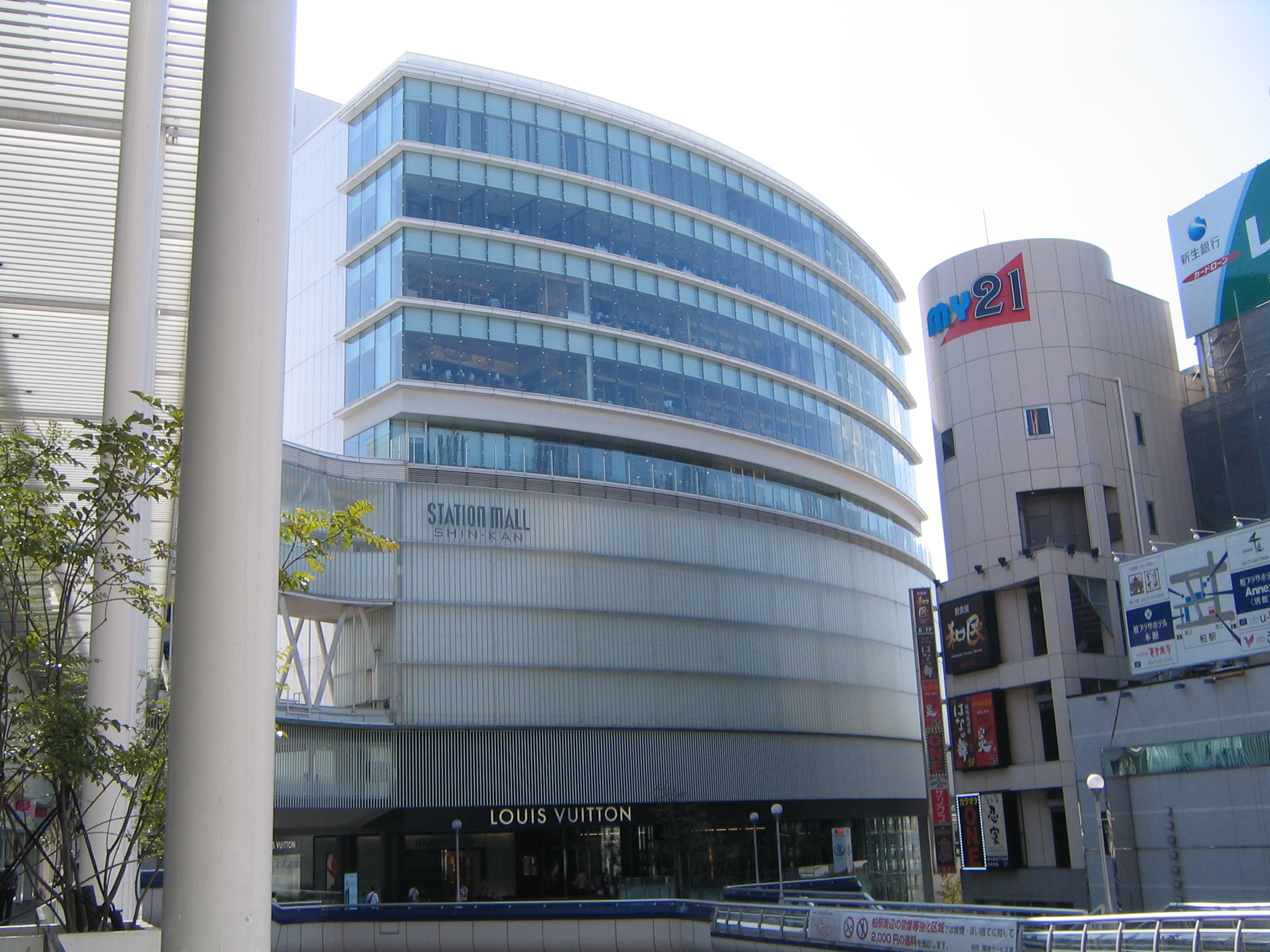
柏高島屋ステーションモール（新館）

- ファミリかしわ（キーテナントの柏マルイは2025年7月27日に閉店し、ファミリかしわ専門店のみ営業継続）
- 柏モディ
- スカイプラザ柏（ビックカメラや洋服の青山など）

※かつてはそごう柏店、イトーヨーカドー柏店もあったが、そごう柏店は2016年9月30日に、イトーヨーカドー柏店は2024年10月27日に閉店。そごう柏店の跡地は三井不動産により、解体し、土地を売却することも含めて方向性を協議したいとの表明があった。また、2025年7月27日には柏マルイ（旧VAT館）も閉店。

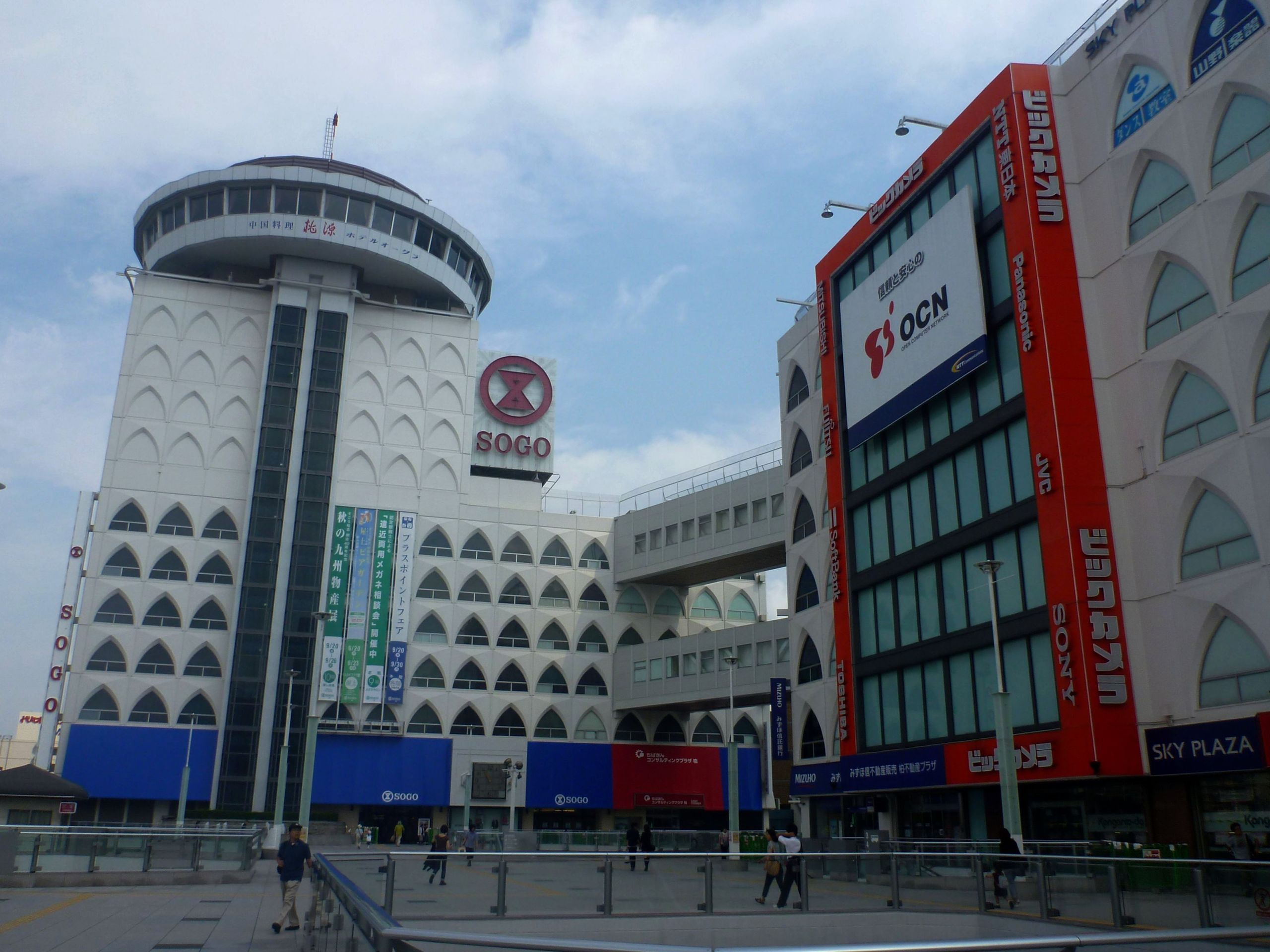
そごう柏店（閉店）
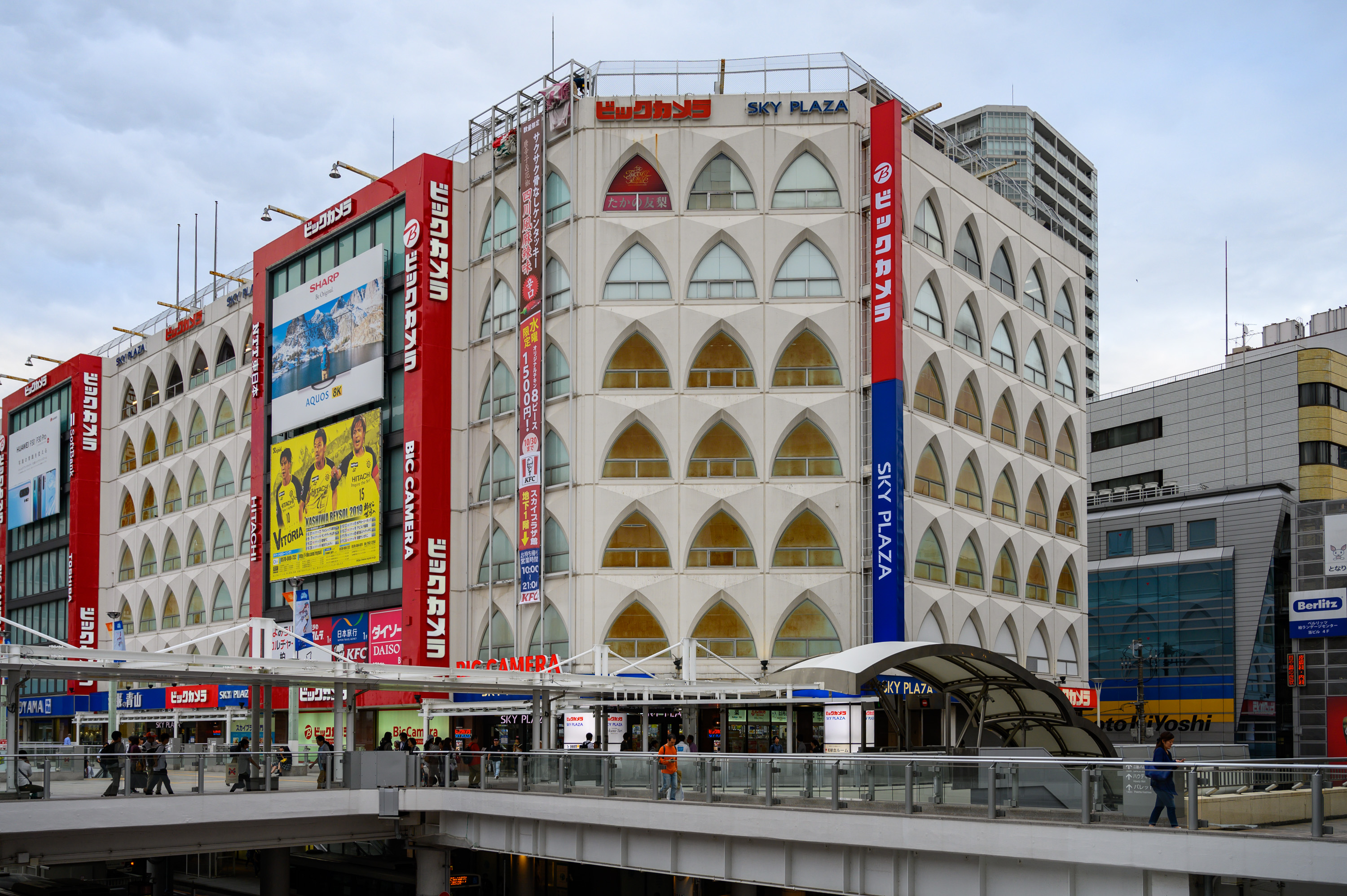
スカイプラザ柏
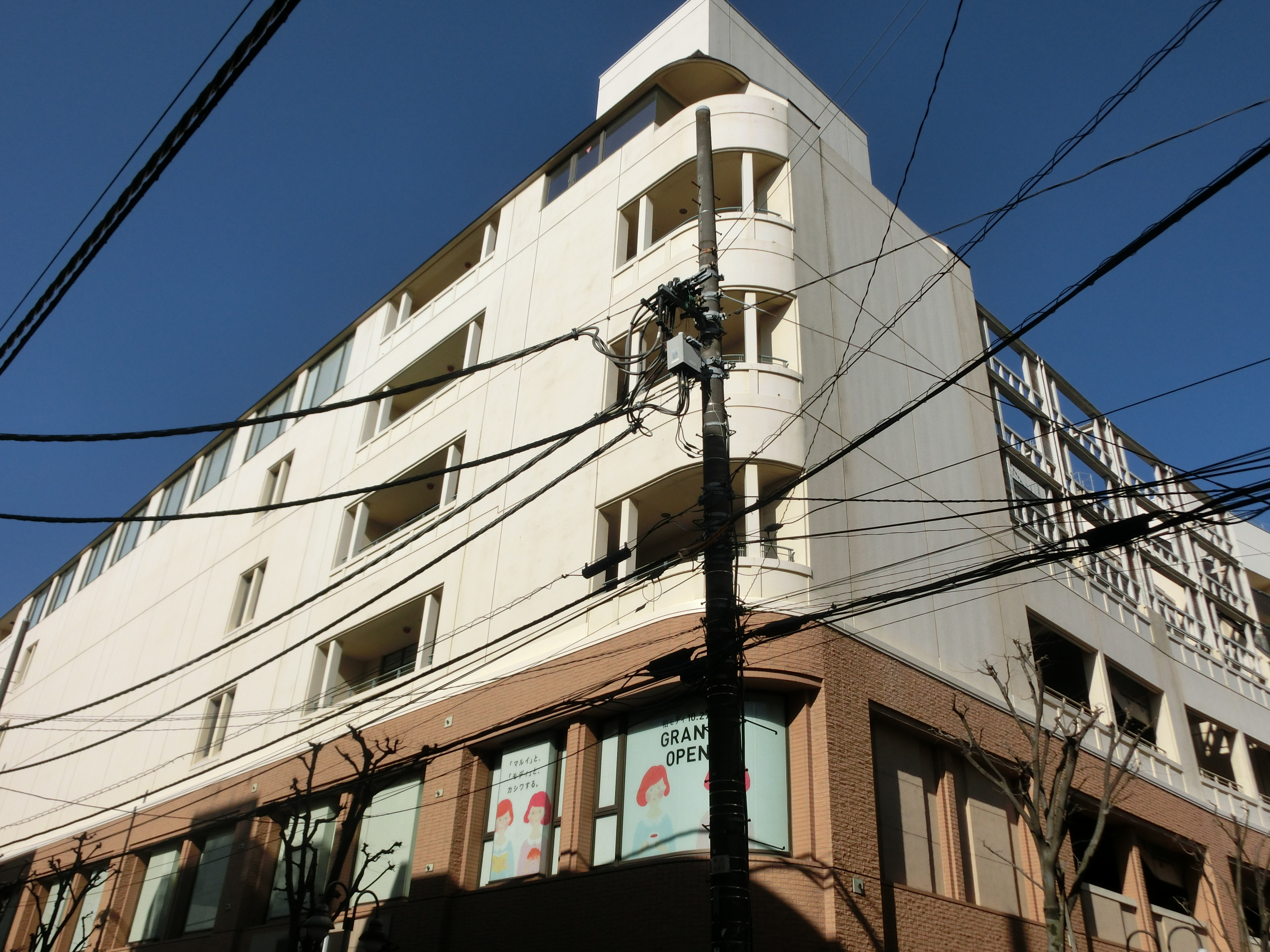
柏モディ
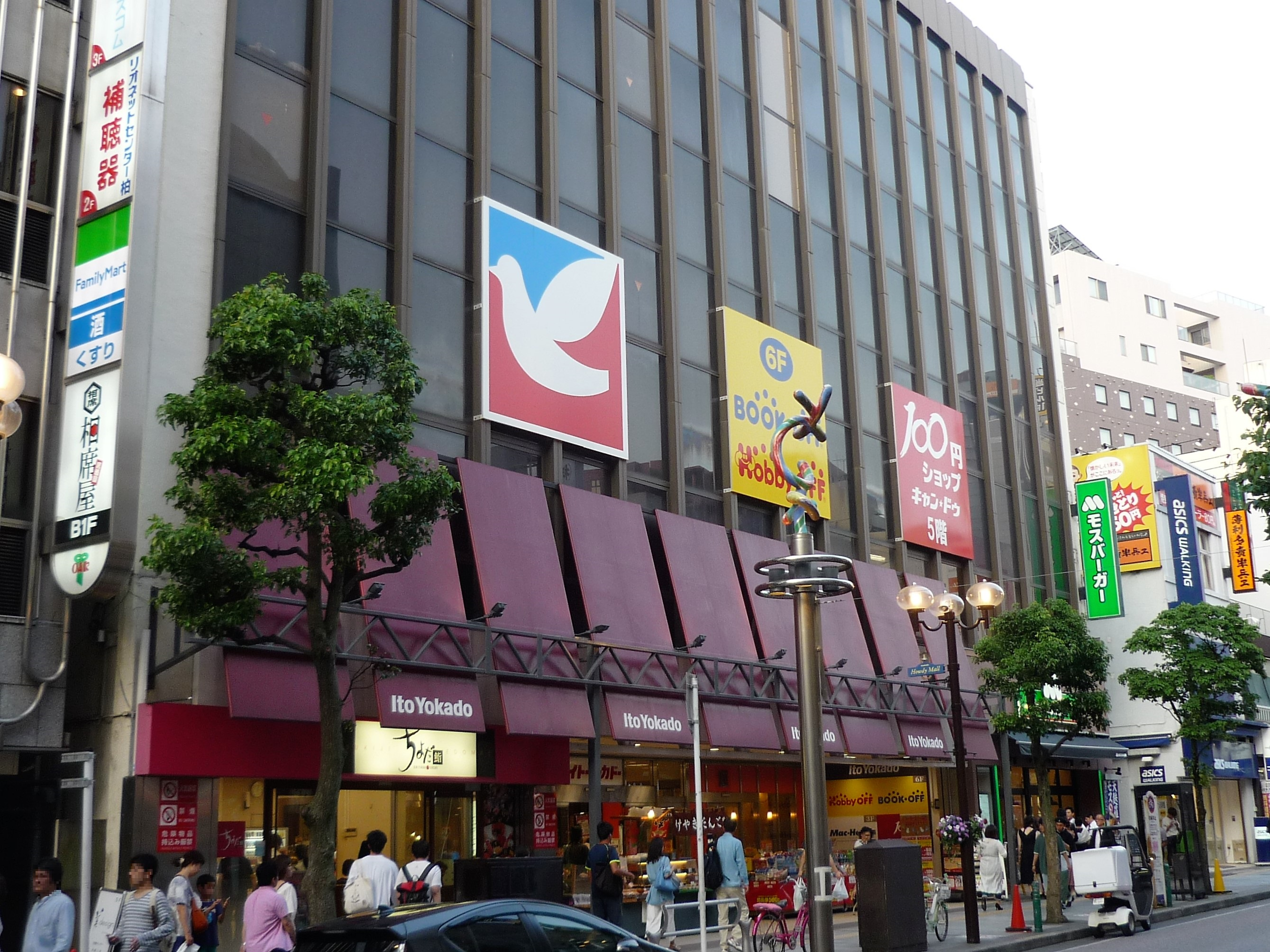
イトーヨーカドー柏店（閉店）

南柏駅前の主な大規模商業施設
- フィールズ南柏
- キュア・ラ（Cure・La）

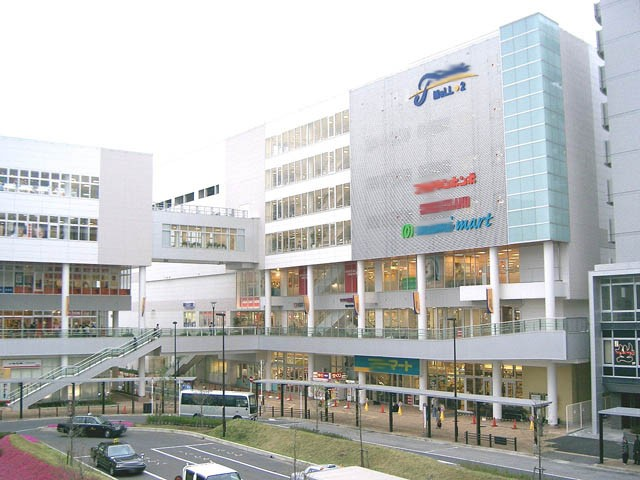
フィールズ南柏
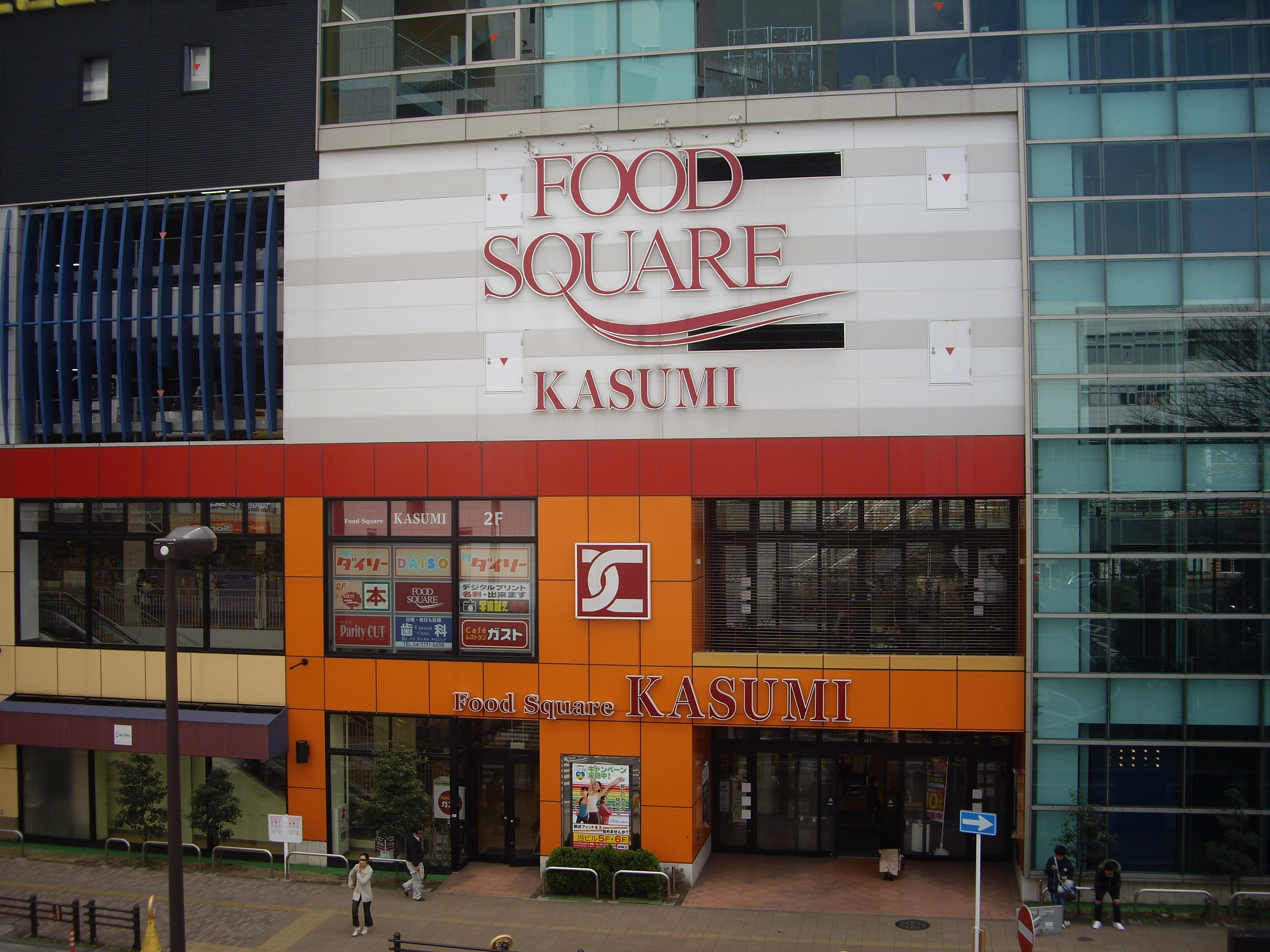
キュア・ラ（Cure・La）

郊外の主な大規模商業施設
- PAZ新柏
- モラージュ柏
- ららぽーと柏の葉

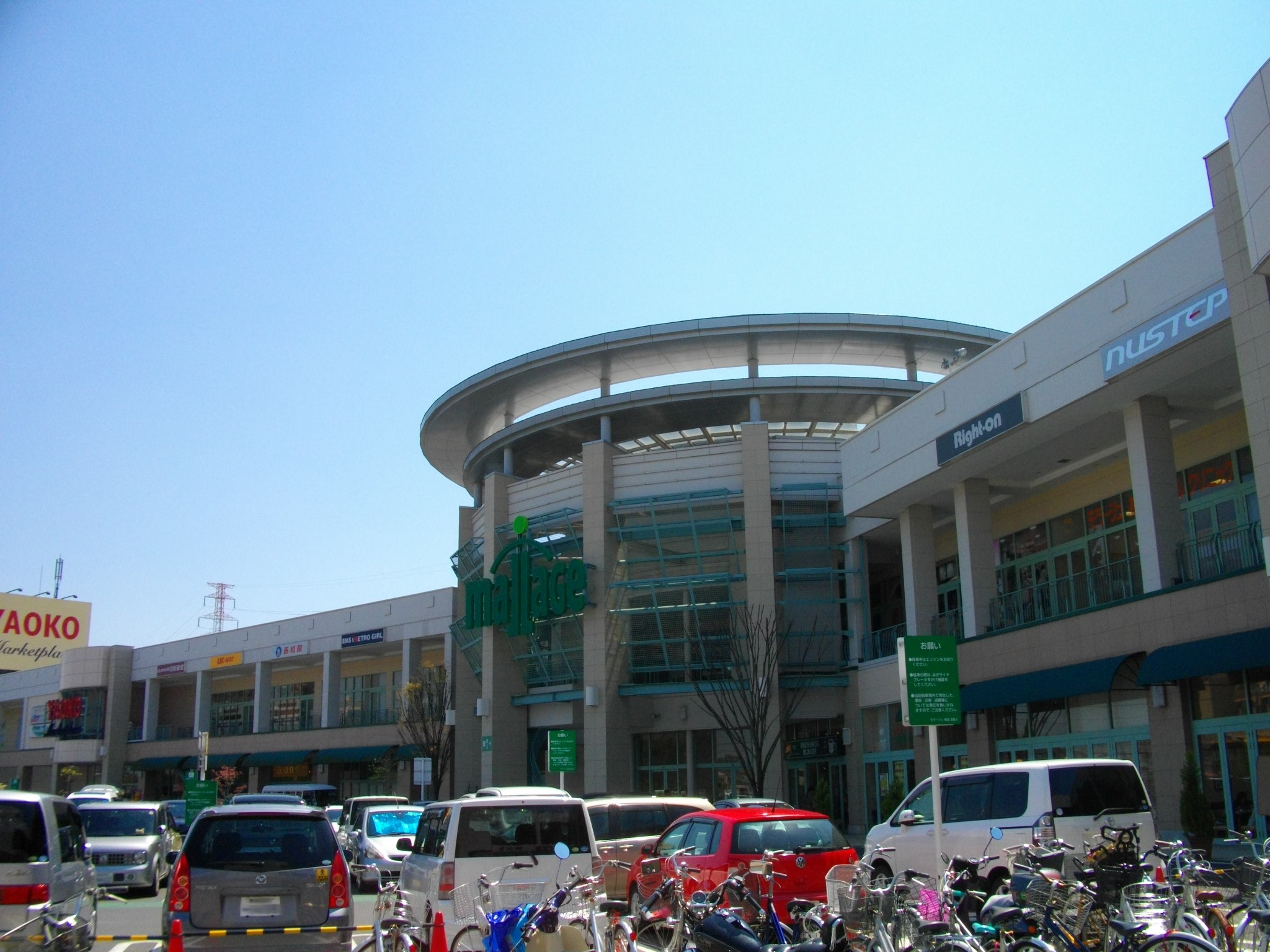
モラージュ柏

- イオンモール柏（旧：イオン柏ショッピングセンター）
- イオンタウン松ヶ崎
- セブンパーク アリオ柏[21]
- 柏の葉Ｔ-Site（蔦屋書店を中核とする生活提案型商業施設）

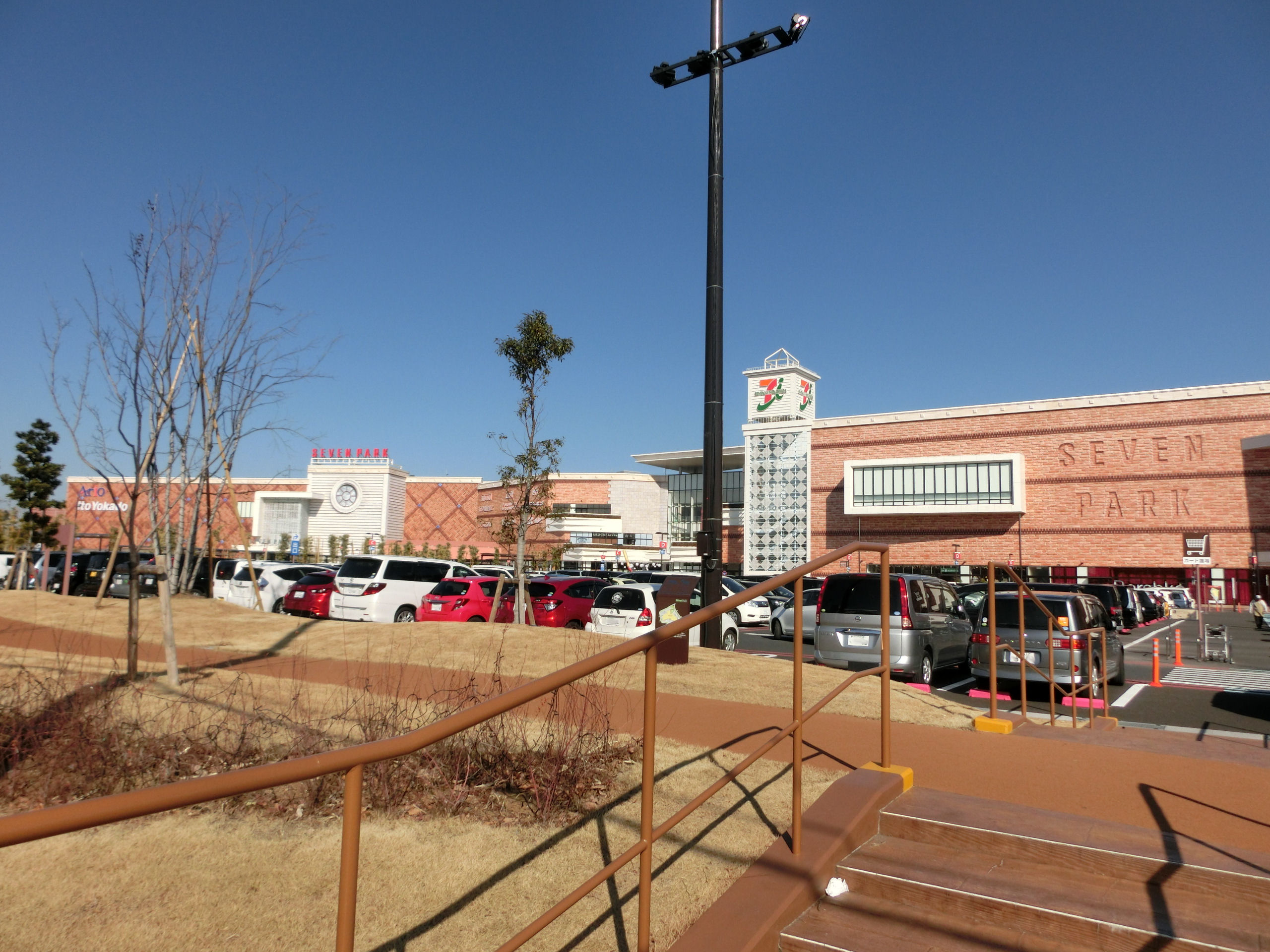
セブンパーク アリオ柏
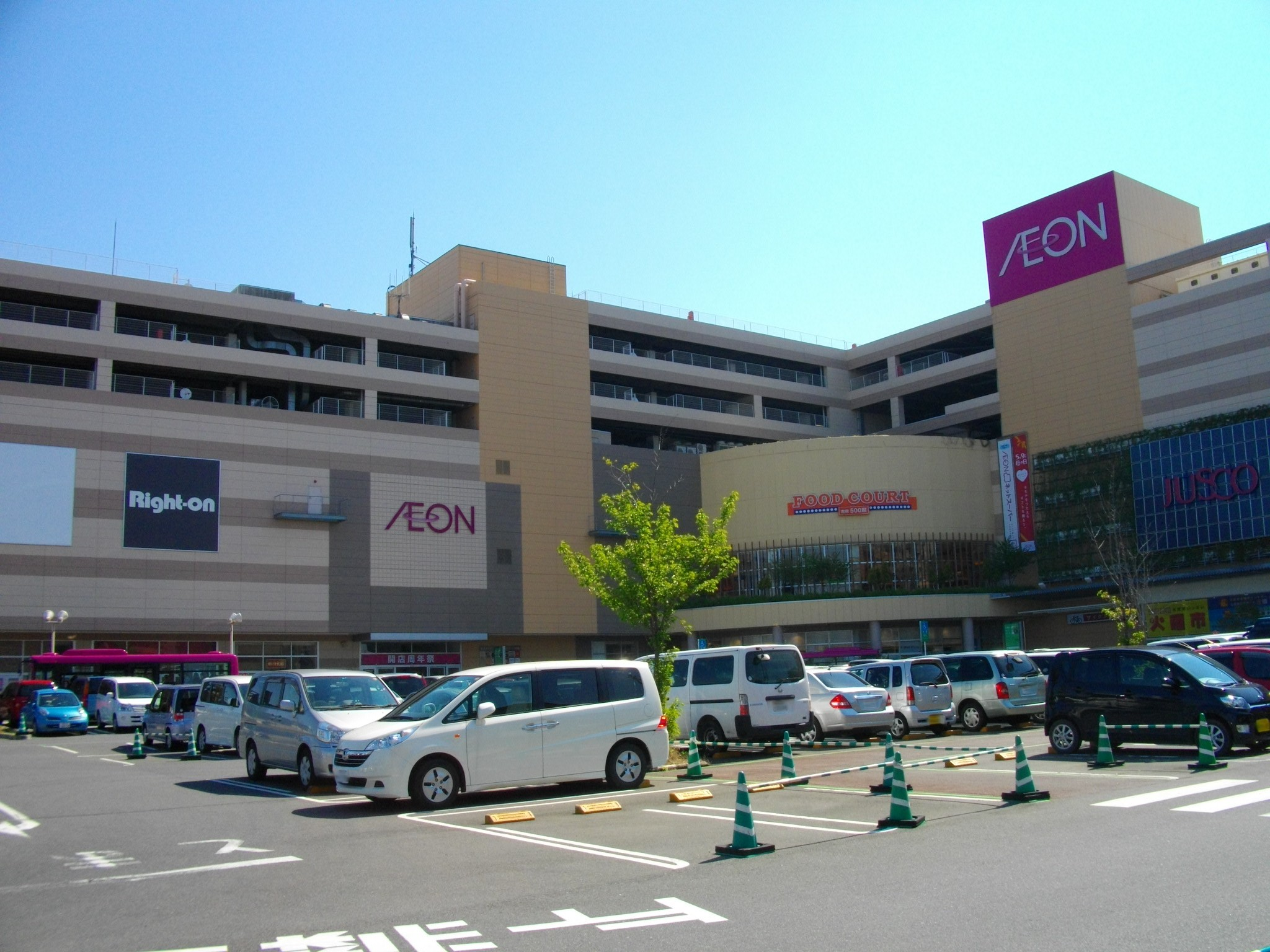
イオンモール柏

#### 金融機関
柏市に本店・支店を置く金融機関一覧（店名省略）。
- みずほ銀行
- 三菱UFJ銀行
- 三井住友銀行
- りそな銀行
- 三菱UFJ信託銀行
- みずほ信託銀行
- 三井住友信託銀行
- 千葉銀行
- 千葉興業銀行
- 京葉銀行
- 常陽銀行
- 筑波銀行
- 東日本銀行
- SBI新生銀行
- 東京ベイ信用金庫
- 銚子商工信用組合
- 中央労働金庫
- 水戸信用金庫
- 市川市農業協同組合
- ちば東葛農業協同組合（本店）

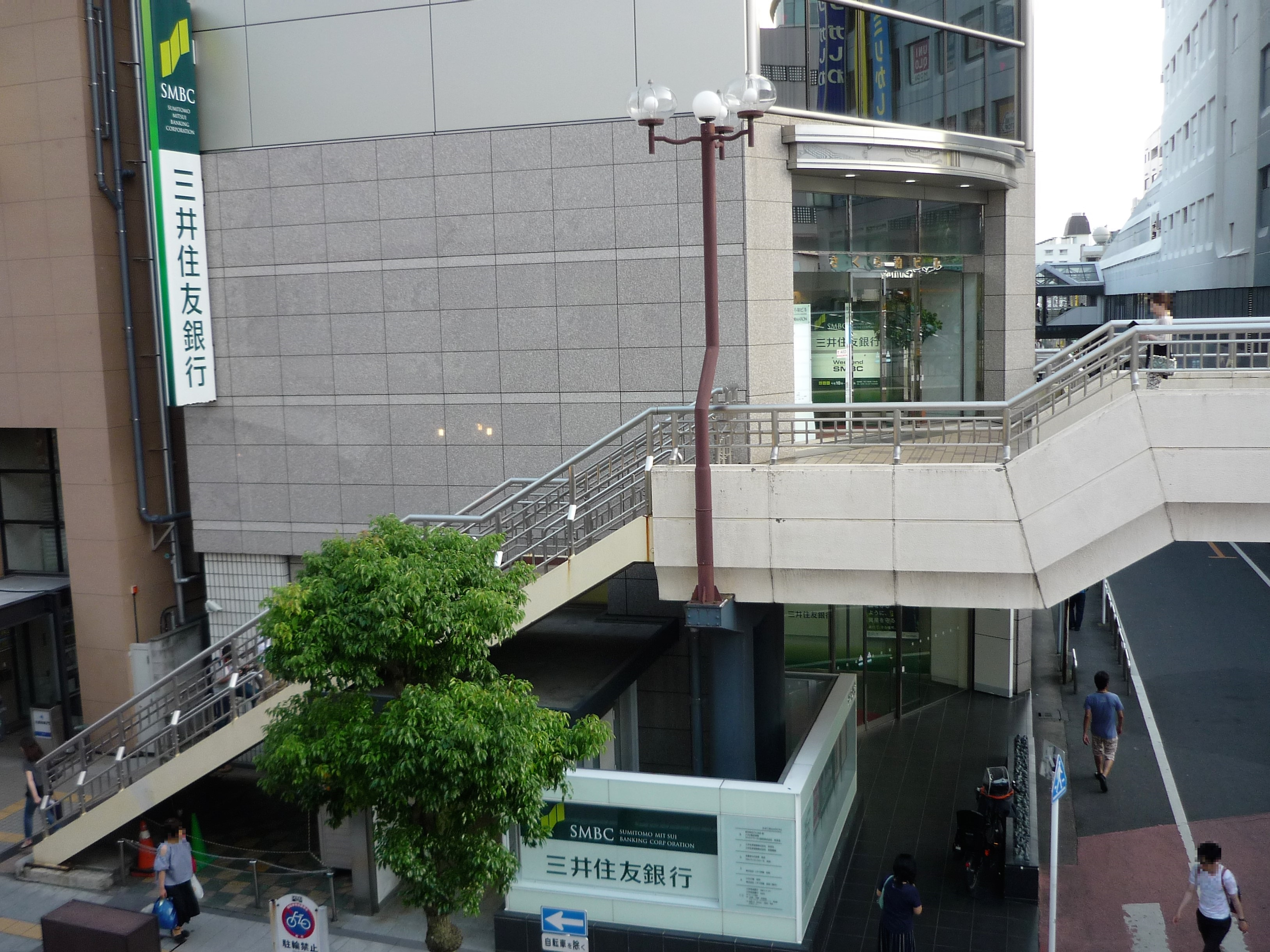
三井住友銀行柏支店
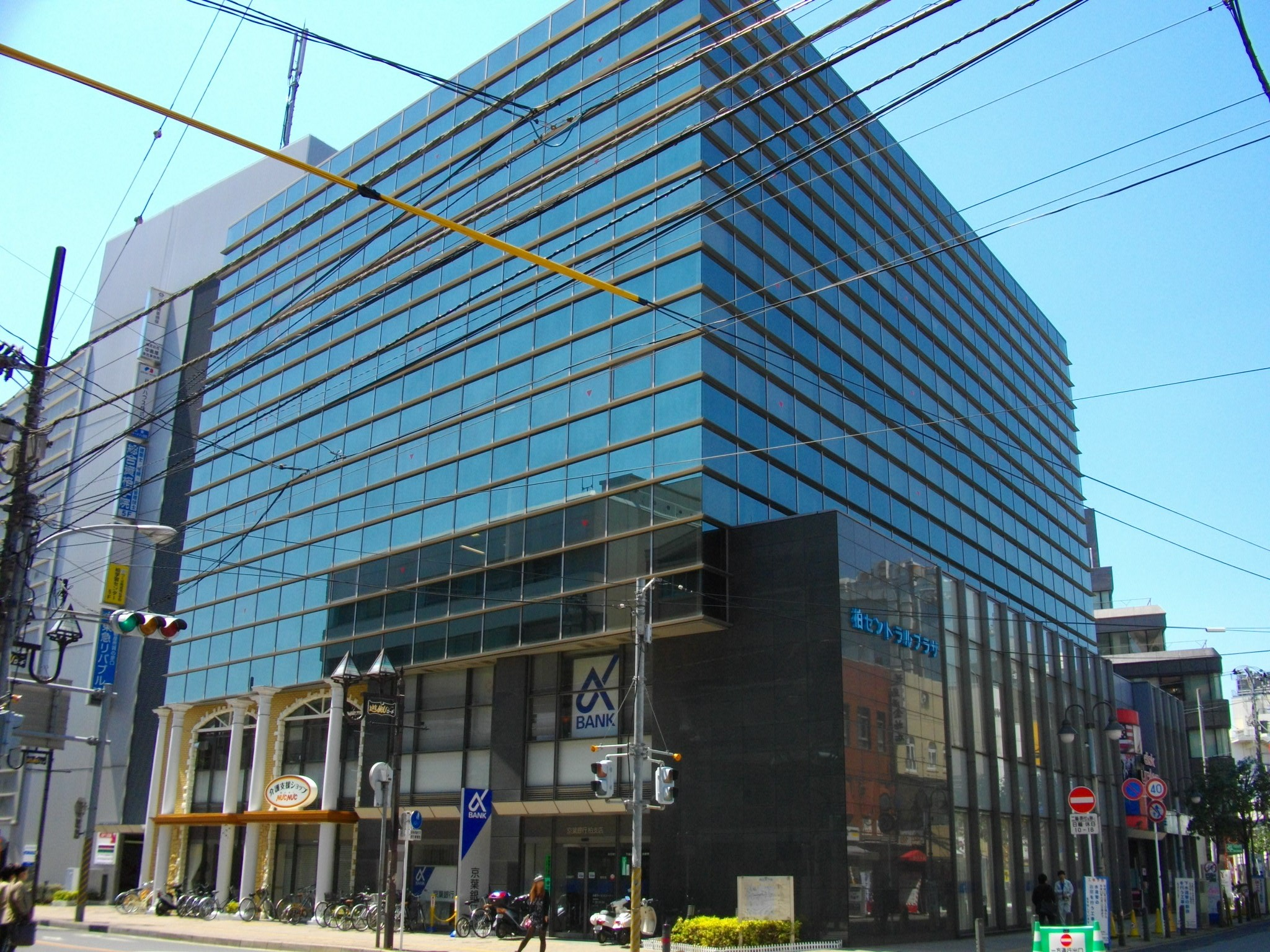
京葉銀行柏支店（柏セントラルプラザ内）
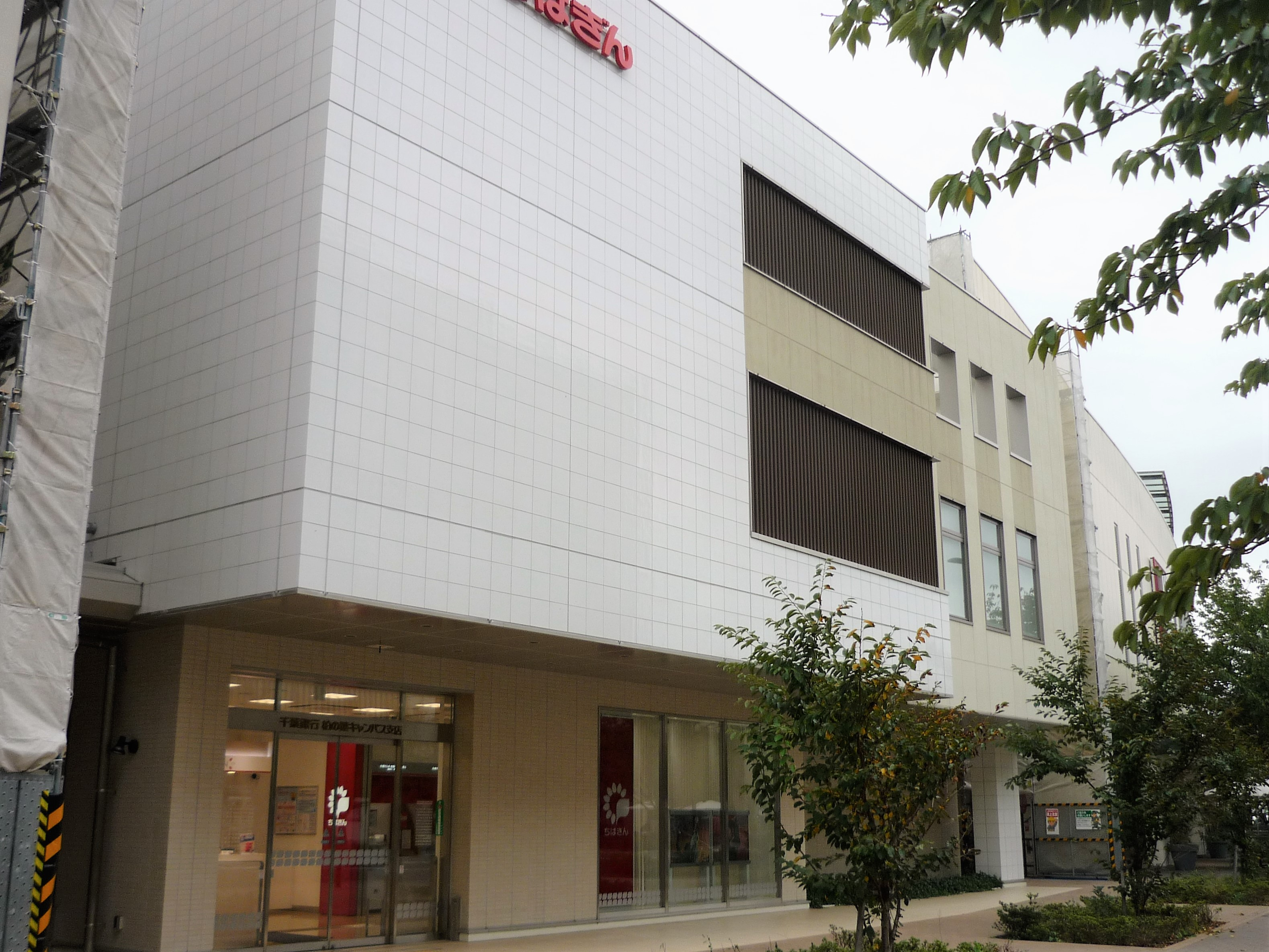
千葉銀行柏の葉キャンパス支店
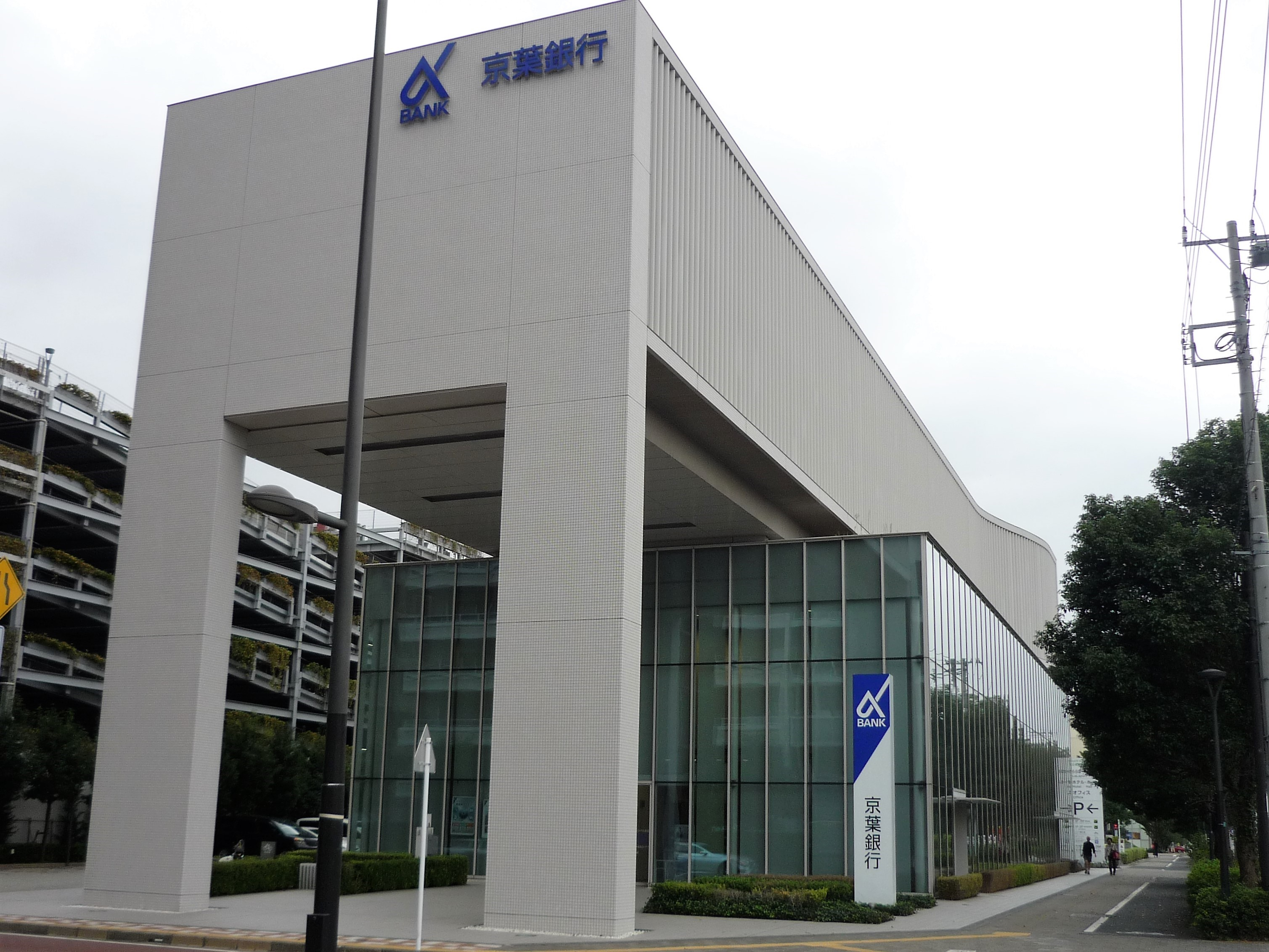
京葉銀行柏の葉キャンパス支店

## 姉妹都市・提携都市
日本国外
- トーランス市（アメリカ合衆国カリフォルニア州）
  - 1973年（昭和48年）2月20日 トーランス市で両市長が姉妹都市宣言に調印をした。現在、青少年の交換派遣プログラムや市民レベルでの交流が盛んであり、全米国際姉妹都市協会からの表彰を受けている。
- 承徳市（中華人民共和国河北省）
  - 1983年（昭和58年）11月1日 承徳市長を団長とする承徳市友好代表団が来訪、友好都市締結の調印を行った。1994年からは、毎年夏休みの期間を利用して、柏市青少年が承徳市を訪問し、承徳市青少年と交流を深めている。
- グアム（アメリカ合衆国グアム準州）
  - 1991年（平成3年）11月30日 友好都市宣言を提携した。 きっかけは柏まつりで、1982年（昭和57年）から副賞としてグアム旅行が与えられた。1985年（昭和60年）、柏まつりにミス・グアムが参加。以来、ミス・グアム及びグアム政府観光局代表が柏まつりに花を添え、柏グリーンライオンズクラブとグアム - マリアナス・ライオンズクラブとの交流へと広がった。現在も青少年の交流も盛んで、毎年春休みに中学生のホームステイ交換派遣が行われている。
- キャムデン市（オーストラリア連邦ニューサウスウェールズ州）
  - 1997年（平成9年）4月11日 旧沼南町とキャムデン市の間で友好都市協定を締結。

日本国内
- つがる市（青森県）
  - 1994年（平成6年）11月19日 柏市と当時の青森県西津軽郡柏村との間にふるさと交流都市提携が交わされた。きっかけは、国内で唯一の同名自治体であり、1993年（平成5年）から柏レイソルの支援交流がきっかけとなり交流が始まった。2005年（平成17年）2月11日、木造町、森田村、稲垣村、車力村と合併し、「つがる市」となった。また、この交流がきっかけで、1994年の柏まつりから「柏ねぶた」が実行され、今や柏まつり最大の目玉企画となっている。
- 只見町（福島県南会津郡）
  - 1994年（平成6年）11月19日 柏市と只見町の間にふるさと交流都市提携が交わされた。きっかけは1981年（昭和56年）に柏市の永楽台地区の「永楽台近隣センター」との交流活動である。
- 綾瀬市（神奈川県）
  - 1967年（昭和42年）9月9日 旧沼南町と当時の綾瀬町との間に姉妹都市協定を締結。きっかけは、当時、友納武人千葉県知事が神奈川県を訪問した際に時の津田文吾神奈川県知事との間で、地理的・経済的・規模的に近い町同士の親善を図りたいとの提案から、共に自衛隊基地があり、人口規模も同じ沼南町と綾瀬町の姉妹都市協定が実現した。

## 地域

### 地区

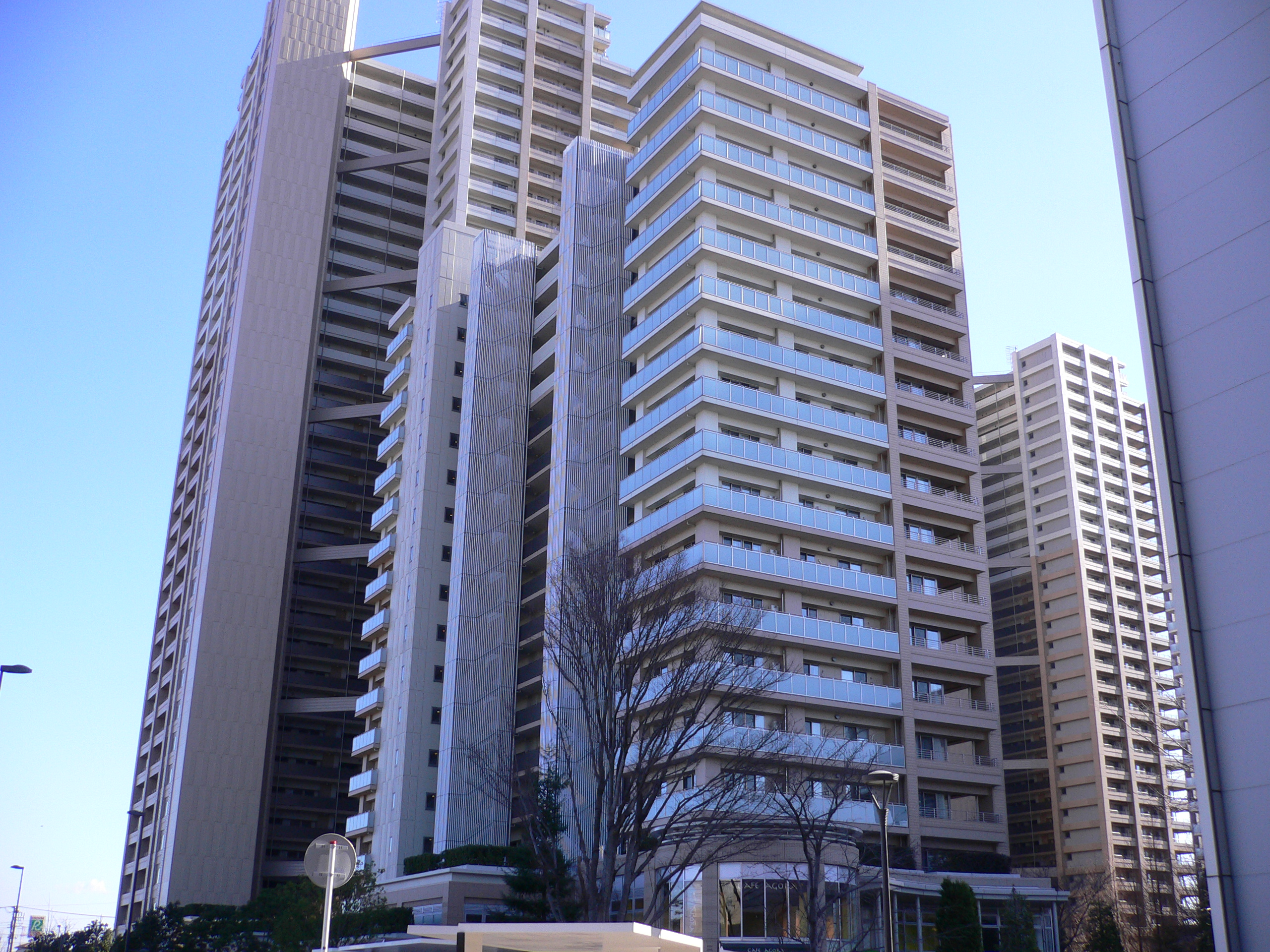
パークシティ柏の葉キャンパス（一番街）

市内には、34地区に地区計画が指定されている。
住宅地
- 豊四季台団地
- 光ヶ丘団地（グリーンタウン光ヶ丘）
- 柏の葉地区 - つくばエクスプレスの開通に伴い住宅地やマンションが次々建設され、2012年までに駅前だけでも約1万人が移住してくる大規模都市開発エリア。
  - パークシティ柏の葉キャンパス - 超高層マンション群。柏北部中央地区一体型特定土地区画整理事業。
- つくばエクスプレスタウン - 柏たなか駅を中心とした柏北部東地区。
  - ライオンズ柏たなかステーションプラザ - 83戸、マンション
  - ラ・プリマ・チッタ TX柏たなか - 戸建住宅街

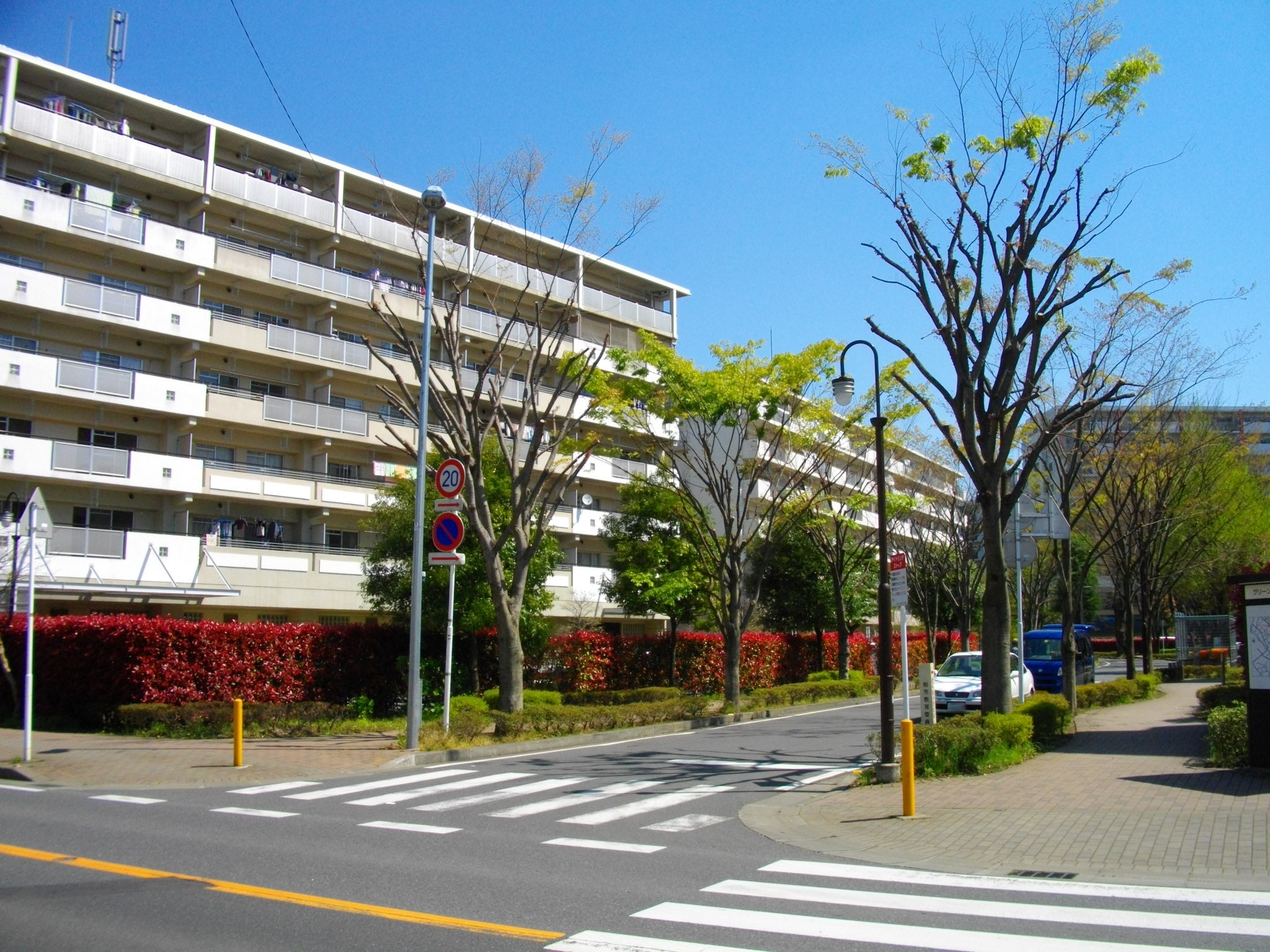
グリーンタウン光ヶ丘
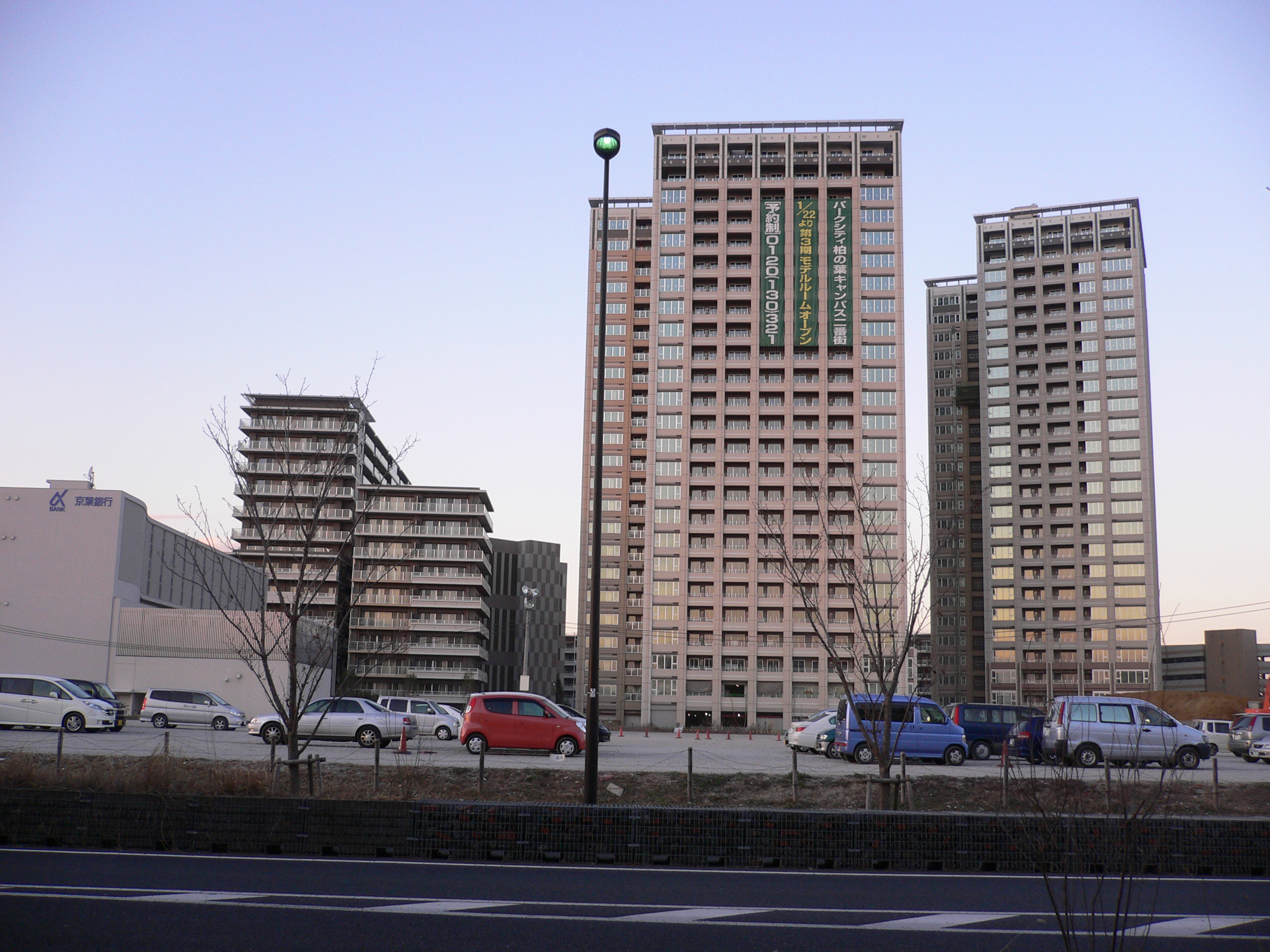
パークシティ柏の葉キャンパス（二番街）
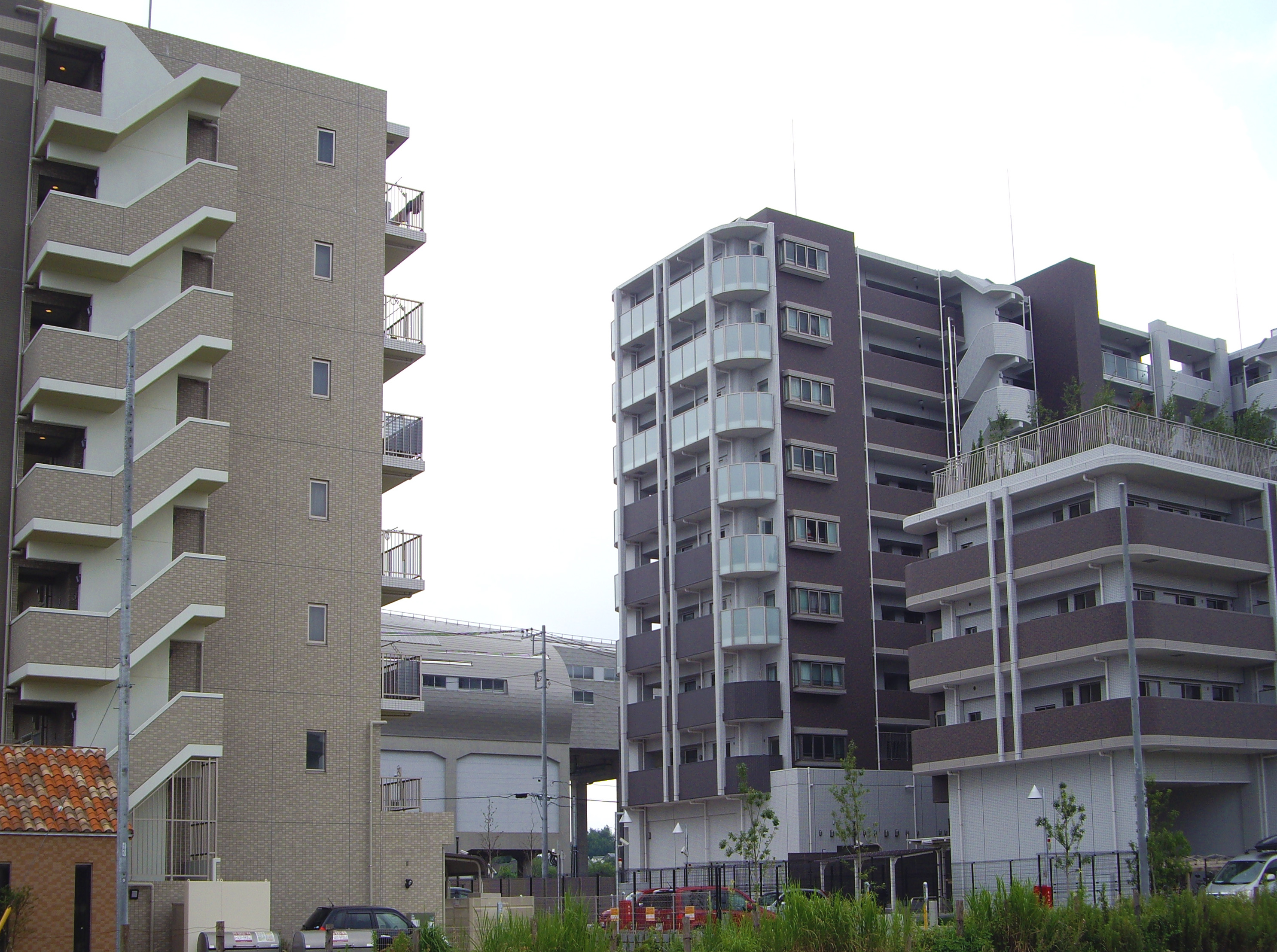
つくばエクスプレスタウン（柏たなか駅周辺）
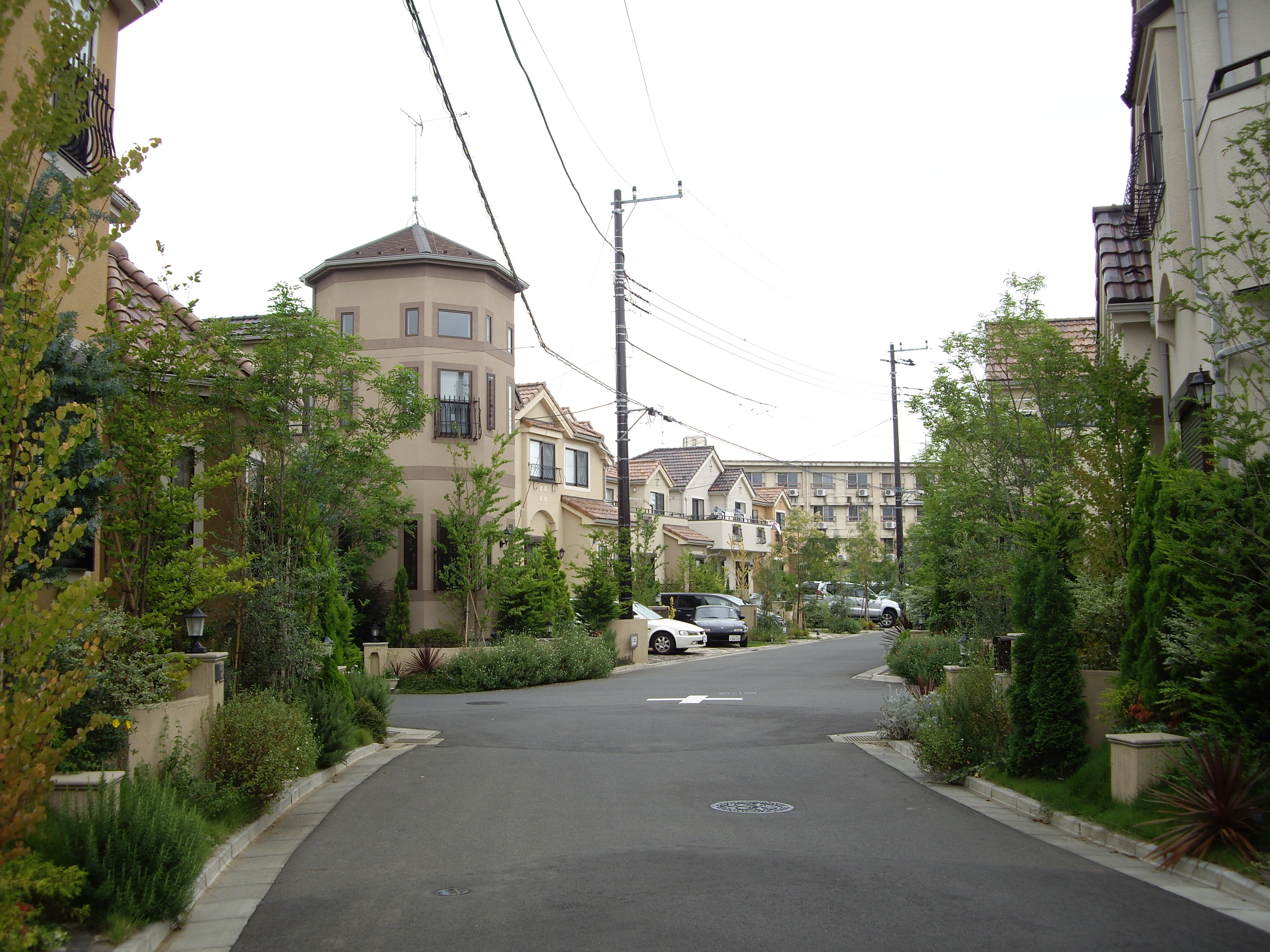
つくばエクスプレスタウン（ラ・プリマ・チッタ）

### 施設
文化施設
- アミュゼ柏
- 柏市民ギャラリー（柏高島屋ステーションモール8階）
- 柏市民文化会館
- 柏市中央公民館
- さわやかちば県民プラザ
  - 柏の葉地区にある、県立の生涯学習施設
- パレット柏
  - 以前は人間国宝の染色家芹沢銈介の作品コレクションを収めた柏市立砂川美術工芸館があったが、2007年（平成19年）6月29日に閉館。砂川コレクションは、その後柏市郷土資料展示室（柏市沼南庁舎内）に移管されている。
- 柏プラネタリウム（柏市立図書館2階）
  - ドーム直径6メートルと公立では全国で2番目に小さく、関東では最も小さいプラネタリウム。

図書館
- 柏市立図書館

郵便局
- 柏郵便局（ゆうちょ銀行 柏店）（05122）
- 手賀郵便局（05186）
- 増尾郵便局（05197）
- 柏田中郵便局（05248）
- 富勢郵便局（05262）
- 南柏駅前郵便局（05322）
- 柏光ヶ丘郵便局（05326）
- 柏千代田郵便局（05335）
- 豊四季駅前郵便局（05360）
- 柏豊四季台郵便局（05368）
- 沼南大井郵便局（05380）
- 沼南高柳郵便局（05383）
- 柏ひばりが丘郵便局（05392）
- 柏駅西口郵便局（05415）
- 柏逆井郵便局（05468）
- 柏十余二東郵便局（05470）
- 柏加賀郵便局（05491）
- 柏酒井根郵便局（05526）
- 沼南大津ケ丘郵便局（05543）
- 柏中原郵便局（05564）
- 柏松葉郵便局（05600）
- 柏髙島屋郵便局（05611）
- 柏逆井南郵便局（05623）
- 柏豊上郵便局（05631）
- 柏つくしが丘郵便局（05641）
- 北柏駅前郵便局（05648）
- 柏中新宿郵便局（05660）
- 柏みどり台郵便局（05665）
- 沼南高柳西郵便局（05669）
- 柏東台郵便局（05693）
- 柏の葉キャンパス郵便局（05700）
- 宿連寺簡易郵便局（05725：一時閉鎖中）
- 新柏駅前郵便局（10005）

郵便番号は以下が該当する。2集配局が集配を担当する。
- 柏郵便局：「277-00xx」「277-08xx」「277-09xx」
- 白井郵便局（白井市）：「270-14xx」

通信
- J:COM 東関東（柏営業事務所）

### 医療
二次医療圏（二次保健医療圏）としては東葛北部医療圏（管轄区域：鎌ヶ谷市を除く東葛地域）である。三次医療圏は千葉県医療圏（管轄区域：千葉県全域）。
医療提供施設は特筆性の高いもののみを記載する。
- 市内の医療機関（二次医療圏）
  - 東京慈恵会医科大学附属柏病院（災害拠点病院[24]・救命救急センター、北柏駅から徒歩または慈恵医大柏病院バス停下車）
- 市内の医療機関（一次医療圏）
  - 緊急指定病院
    - おおたかの森病院（流山おおたかの森駅、豊四季駅から徒歩）
    - 岡田病院（柏駅西口から徒歩）
    - 柏厚生総合病院（柏駅西口より無料送迎バス）
    - 柏市立柏病院（柏駅西口、北柏駅、柏たなか駅発、市立病院入口バス停下車）
    - 柏たなか病院（柏たなか駅から徒歩）
    - 辻仲病院柏の葉（柏の葉キャンパス駅から徒歩）
    - 名戸ヶ谷病院（新柏駅から徒歩または新柏住宅バス停下車）
    - 深町病院（柏駅東口から徒歩）

  - その他の医療機関
    - 柏南病院（逆井駅から徒歩）
    - 北柏リハビリ総合病院（北柏駅から徒歩または慈恵医大柏病院バス停下車）
    - 巻石堂病院（柏駅東口から徒歩）
    - 東葛医療福祉センター光陽園
    - 国立がん研究センター東病院（柏駅西口発、国立がん研究センターバス停下車）
    - 聖光ヶ丘病院（南柏駅発、聖光ケ丘病院前バス停下車）
    - 千葉・柏リハビリテーション病院（柏駅東口より無料送迎バス）
    - 手賀沼病院（柏駅東口より無料送迎バス）
    - 初石病院（初石駅から徒歩）
- 二次医療圏
  - 松戸市立総合医療センター（松戸市、災害拠点病院・救命救急センター）
- 市内の周産期母子医療センター
  - なし[注釈 8]

保健施設
- 柏市保健所
- 健康管理センター
- 医療センター
- 中央保健センター
- 沼南保健センター

### 教育
2020年より、小学校でのプログラミング教育が必須化されることが決まっている。それに先駆け、2017年より、千葉県柏市にある全ての小学校（42校）でプログラミング教育が実施されることになった。1年生ではコンピュータの初歩、3年生ではローマ字入力の教育を行っているが、4年生になると全員を対象に、週2時間のプログラミング教育を実施している。なお、柏市は従前よりプログラミング関連の教育を行っており、既に1987年には田中北小学校などで、BASICの教育が行われていた歴史がある。
これらの教育成果を発揮する場として、柏市教育委員会協力のもとで「GPリーグ」が発足。3人の小学生がチームを組み、プログラミングの知識と技とチームワークを競い合う場として行われることになった。千葉テレビ放送（チバテレ）およびフジテレビKIDSの共同制作により、GP LEAGUE プログラミングコロシアムが、柏市内にあるモラージュ柏で開催の「GPリーグ」の模様を何週かに分けて放送されていた。

#### 大学
- 麗澤大学
- 開智国際大学
- 二松學舍大学
  - 柏キャンパス
- 千葉大学
  - 柏の葉キャンパス・環境健康フィールド科学センター
- 東京大学
  - 柏地区キャンパス
    - 柏キャンパス
    - 柏IIキャンパス
    - 柏の葉駅前キャンパス
    - 東京大学柏の葉キャンパス駅前サテライト - 公・民・学の共同研究と社会実験の全学的拠点。

※そのほか、キャンパスではないが、柏の葉スマートシティ内に研究者や同窓会の拠点としてカリフォルニア大学ロサンゼルス校UCLAジャパンセンターがある。

#### 省庁大学校
- 気象大学校
- 国土交通大学校
  - 柏研修センター

#### 専修学校
- 慈恵柏看護専門学校
- 大原簿記法律専門学校 柏校

#### 高等学校
公立
- 千葉県立柏高等学校
- 千葉県立柏中央高等学校
- 千葉県立柏の葉高等学校
- 千葉県立沼南高等学校
- 千葉県立沼南高柳高等学校
- 千葉県立柏南高等学校
- 千葉県立柏陵高等学校
- 千葉県立東葛飾高等学校 ※中高併設
- 柏市立柏高等学校

私立
- 麗澤高等学校 ※中高併設
- 日本体育大学柏高等学校
- 芝浦工業大学柏高等学校※中高併設

- 二松學舍大学附属柏高等学校※中高併設
- 流通経済大学付属柏高等学校※中高併設
- クラーク記念国際高等学校（柏キャンパス）
- ラグビー校日本校（英国名門パブリックスクール：日本の小学６年生から高校３年生相当の７年制）

#### 中学校
県立
- 千葉県立東葛飾中学校 ※中高併設

市立
- 柏中学校
- 柏第二中学校
- 柏第三中学校
- 柏第四中学校
- 柏第五中学校
- 柏の葉中学校
- 大津ケ丘中学校
- 風早中学校

- 酒井根中学校
- 逆井中学校
- 高柳中学校
- 田中中学校
- 土中学校
- 手賀中学校
- 富勢中学校
- 豊四季中学校

- 中原中学校
- 南部中学校
- 西原中学校
- 光ヶ丘中学校
- 松葉中学校

私立
- 芝浦工業大学柏中学校 ※中高併設
- 麗澤中学校 ※中高併設
- 二松學舍大学附属柏中学校 ※中高併設
- 流通経済大学付属柏中学校 ※中高併設

#### 小学校
市立
- 柏第一小学校
- 柏第二小学校
- 柏第三小学校
- 柏第四小学校
- 柏第五小学校
- 柏第六小学校
- 柏第七小学校
- 柏第八小学校
- 田中小学校
- 田中北小学校
- 旭小学校
- 旭東小学校
- 手賀西小学校
- 大津ヶ丘第一小学校

- 酒井根小学校
- 酒井根東小学校
- 酒井根西小学校
- 土小学校
- 土南部小学校
- 富勢小学校
- 富勢西小学校
- 富勢東小学校
- 松葉第一小学校
- 松葉第二小学校
- 十余二小学校
- 風早南部小学校
- 手賀東小学校
- 大津ヶ丘第二小学校

- 中原小学校
- 高田小学校
- 名戸ヶ谷小学校
- 花野井小学校
- 豊小学校
- 藤心小学校
- 増尾西小学校
- 逆井小学校
- 西原小学校
- 光ヶ丘小学校
- 柏の葉小学校
- 風早北部小学校
- 高柳小学校
- 高柳西小学校

#### 特別支援学校
- 千葉県立柏特別支援学校

#### 職業能力開発校
- 柏工業専門校

#### 認定こども園
- 柏こばとこどもえん

#### その他
- 全国漁業協同組合学校（全国漁業協同組合連合会）

### スポーツ
スポーツ施設
- 千葉県立柏の葉公園総合競技場
  - 千葉県立柏の葉公園コミュニティ体育館
  - 千葉県立柏の葉公園野球場
- 柏市中央体育館
- 柏市沼南体育館・フットサル場
- 柏市塚崎運動場
  - 塚崎運動場野球場
  - 塚崎運動場 テニスコート
- 利根サイクリングコース
- 冒険の森アスレチックコース
- リフレッシュプラザ柏
- 吉田記念テニス研修センター
  - 大会開催実績：NEC全日本選抜車いすテニス選手権大会
- 日立柏サッカー場（三協フロンテア柏スタジアム）
- セレスボクシングスポーツジム
- JR東日本野球部柏野球場
- 船戸市民プール

柏を本拠地とするチーム
- 柏レイソル（サッカーJリーグ）
- YBC柏（社会人野球・クラブチーム）
- ENEOSサンフラワーズ（バスケWリーグ）
- 千葉エンゼルクロス（バレーVリーグ女子）
- 積水化学女子陸上競技部（実業団）
- 柏ゴールデンホークス（チアダンス）

その他、JR東日本硬式野球部は野球場を含めた新練習場を、プロバスケットB.リーグのサンロッカーズ渋谷は練習ホームコートを市内（日立台にある日立製作所が所有する体育館、三協フロンテア柏スタジアムの隣）に置く。ジャパンラグビーのリーグワンの1部リーグ所属のNECグリーンロケッツ東葛は柏の葉公園総合競技場をホームスタジアムとしている。
過去に柏を本拠地としていたチーム
- トルエーラ柏（フットサルFリーグ）現：SHINAGAWA CITY FUTSAL CLUB

### キャラクター
マスコット
- カシワニ - かしわインフォメーションセンターが考案。柏市公認キャラクターではないが、柏市役所が協賛という形を取っている。
- さかサイ君 - 柏市公認の地域キャラクター（逆井商店会）

ご当地アイドル
- コズミック☆倶楽部 - 日本の女性2人組ヴォーカルユニット。

### 音楽
柏駅前のダブルデッキ（主に旧そごう本館前）での路上ライブや文化施設ではアミュゼ柏、柏市民文化会館でのコンサートが行われている。

### 市外局番
旧柏市域の市外局番は04716（市内局番なし）となっていたが、1964年（昭和39年）7月26日より、0471（市内局番は67）に変更。2002年（平成14年）2月11日には、柏市を含めた0471区域（柏MA）の市内局番の不足に伴い、04（市内局番は71XX）に変更された。旧沼南町も同様に04となったが、高柳新田・しいの木台の一部は047となっている。これは当該地区が隣接する松戸市と同じ市川MAに含まれ、同MAが1997年（平成9年）1月1日に0473から047に変更されたためである。
収容局は以下の6ビルが該当し、市内局番は以下の通り。
- 千葉柏局：7160（1000 - 4000番台）、7162 - 7164、7165（0000 - 1000、7000 - 8000番台）、7166、7167、7168（2000 - 9000番台）
- 逆井局：7160（0000、5000、7000番台）、7170（3000、5000 - 9000番台）、7171 - 7176、7178（0000 - 1000番台）
- 田中局：7131 - 7135、7136（0000、3000 - 4000、6000、8000 - 9000番台）、7137（0000 - 6000番台）、7140（8000 - 9000番台）
- 豊四季局：7140（0000 - 2000番台）、7141 - 7148、7199（5000 - 6000番台）
- 沼南局：7160（6000、8000番台）、7190（0000 - 4000番台）、7191（0000 - 8000番台）、7192（0000 - 5000番台）、7193（0000 - 7000番台）
- 東手賀局：7160（9000番台）、7191（9000番台）

下記地域は柏市外の収容局が管轄となる（特記以外は柏MA）。
- 上花輪局（野田市）：7120（0000 - 3000番台）、7121 - 7125、7126（1000 - 9000番台）、7197（8000 - 9000番台）
  - 上三ケ尾飛地・西三ケ尾飛地が該当。
- 三ツ堀局（野田市）：7120（5000番台）、7138（0000 - 4000、7000 - 8000番台）
  - 下三ケ尾飛地が該当。
- 流山局（流山市）：7140（4000 - 5000番台）、7152 - 7156、7178（2000 - 5000番台）
  - 西柏台1丁目 - 2丁目・西原1丁目 - 7丁目および伊勢原1丁目・豊四季・十余二・みどり台3丁目のそれぞれ一部地域が該当。
- 我孫子局（我孫子市）：7140（3000番台）、7165（2000 - 6000、9000番台）、7179（0000 - 2000、6000 - 8000番台）、7181（0000 - 3000、7000 - 9000番台）、7182 - 7185、7186（0000 - 5000番台）
  - 曙橋および根戸の一部地域が該当。
- 湖北局（我孫子市）：7179（3000 - 4000番台）、7181（4000 - 5000番台）、7187、7188
  - 水道橋・千間橋が該当。
- 五香局（松戸市・市川MA・市外局番は047）：311（0000 - 3000、5000 - 9000番台）、330（6000 - 7000番台）、383（0000 - 8000番台）、384 - 389、394（0000 - 1000、5000 - 7000番台）、704（4000 - 6000番台）、710（1000番台）
  - しいの木台2丁目 - 4丁目および高南台2丁目・しいの木台1丁目・5丁目・高柳新田のそれぞれ一部地域が該当。

## 交通

### 空港
自衛隊施設
- 下総航空基地（海上自衛隊の飛行場・航空基地、一部敷地を鎌ヶ谷市に跨る）

近隣の空港
旅客空港は、千葉県成田市の成田国際空港（成田空港）および東京都大田区の東京国際空港（羽田空港）が最寄りとなり、約30 - 40キロメートル圏内の距離に位置する。
- 成田国際空港（成田国際空港へのアクセスも参照）
  - 鉄道：常磐快速線（上野東京ライン・成田線直通）にて柏駅 - 成田駅（成田線空港支線へ乗換）- 空港第2ビル駅（成田第2・第3ターミナル）・成田空港駅（成田第1ターミナル）。
  - バス：高速バスが柏駅と成田国際空港を結ぶ路線が運行される。
- 東京国際空港（東京国際空港へのアクセスを参照）
  - 鉄道：常磐快速線（上野東京ライン）にて柏駅 - 品川駅（京急本線・空港線へ乗換）- 羽田空港第3ターミナル駅・羽田空港第1・第2ターミナル駅。
  - バス：高速バスが柏駅と東京国際空港を結ぶ路線が運行される。

### 鉄道路線
東日本旅客鉄道（JR東日本）、東武鉄道、首都圏新都市鉄道の駅が設置されている。柏駅はJR東日本の乗車人員ランキング上位100位内（第27位）にランクインする。また、特急「ときわ」全列車、特急「ひたち」の一部列車、臨時特急「踊り子」が停車する。
北総鉄道北総線・京成電鉄成田空港線は新鎌ヶ谷駅 - 西白井駅間で旧沼南町の市域を通るが、駅は設置されていない。また、流山市と接する地域では流山市にある東武鉄道野田線（東武アーバンパークライン）流山おおたかの森駅・初石駅・江戸川台駅、南部の松戸市と接する地域では松戸市にある京成電鉄松戸線常盤平駅・五香駅なども利用できる。
東日本旅客鉄道（JR東日本）
- 常磐緩行線
  - 南柏駅 - 柏駅 - 北柏駅
- 常磐快速線（上野東京ライン、成田線）
  - 柏駅

東武鉄道
- 東武野田線（東武アーバンパークライン）
  - 豊四季駅 - 柏駅 - 新柏駅 - 増尾駅 - 逆井駅 - 高柳駅

首都圏新都市鉄道
- つくばエクスプレス（常磐新線）
  - 柏の葉キャンパス駅 - 柏たなか駅

### バス路線
中心となるバス停：柏駅バスターミナル（東口・西口）
路線バス
東武バスセントラルが市内全域に、阪東自動車が東部を中心に路線バスを運行する。また市域の一部をちばレインボーバス、松戸新京成バスの路線が発着し、京成バスが後述するコミュニティバスを運行している。
- 東武バスセントラル[注釈 10]
  - 東武バスセントラル西柏営業事務所
    - 東武バスセントラル沼南営業所
- 阪東自動車
- ちばレインボーバス

高速バス
- 柏駅、柏の葉キャンパス駅と仙台駅、東京国際空港、成田国際空港を結ぶ路線が運行される。

コミュニティバス
- かしわコミュニティバス（愛称：ワニバース）
- カシワニクル（デマンド型交通）
- 流山ぐりーんバス（南柏駅・豊四季駅周辺、東武バスセントラル西柏営業事務所および京成バス松戸営業所が運行受託）
- あびバス（北柏駅周辺）
- 柏ビレジ自治会運行コミュニティバス（柏たなか駅東口〜柏ビレジ〜モラージュ柏）

### 道路
常磐自動車道が市の北部を南北方向に通り、柏ICで国道16号と交差する。JR常磐線に沿って国道6号が通り、市の中東部から北部を通る国道16号と呼塚交差点で交差する。この呼塚交差点は6号線が上を通る立体交差になっており、渋滞情報がしばしば報道されるため、美女木ジャンクション、穴川インターチェンジと並んで渋滞の名所となっている。また、千葉県道8号船橋我孫子線には道の駅しょうなんが置かれている。
高速道路
- E6常磐自動車道
- - 柏IC -

一般国道
国道294号が起点（呼塚交差点＝国道6号上、国道16号交点）となっている
- 国道6号（水戸街道）
  - 北方面 - 我孫子・取手・土浦・石岡・水戸・ひたちなか・日立・いわき、南方面 - 松戸・金町・四ツ木・向島・浅草・日本橋
- 国道16号
  - 東方面 - 千葉・木更津、西方面 - 野田・春日部・さいたま
- 国道294号
- 国道464号（一部区間を通っている）

| 主要地方道 - 千葉県道7号我孫子関宿線 - 千葉県道8号船橋我孫子線 - 茨城県道・千葉県道47号守谷流山線（守谷街道） - 千葉県道51号市川柏線 橋梁 - 利根川橋梁 (首都圏新都市鉄道つくばエクスプレス) - 新大利根橋 - 手賀曙橋 - 手賀大橋 | 一般県道 - 千葉県道261号松戸柏線（旧水戸街道） - 千葉県道278号柏流山線 - 千葉県道279号豊四季停車場高田原線 - 千葉県道280号白井流山線 - 千葉県道282号柏印西線 道の駅 - 道の駅しょうなん |

### 遊覧船
手賀沼の水上に遊覧船が運行されている。ただし定期便ではないため運行期間と運行状況の確認が必要である。道の駅しょうなんと手賀沼フィッシングセンターに遊覧船発着場があり、この二つの発着場を結ぶ。

## 名所・旧跡・観光スポット・祭事・催事

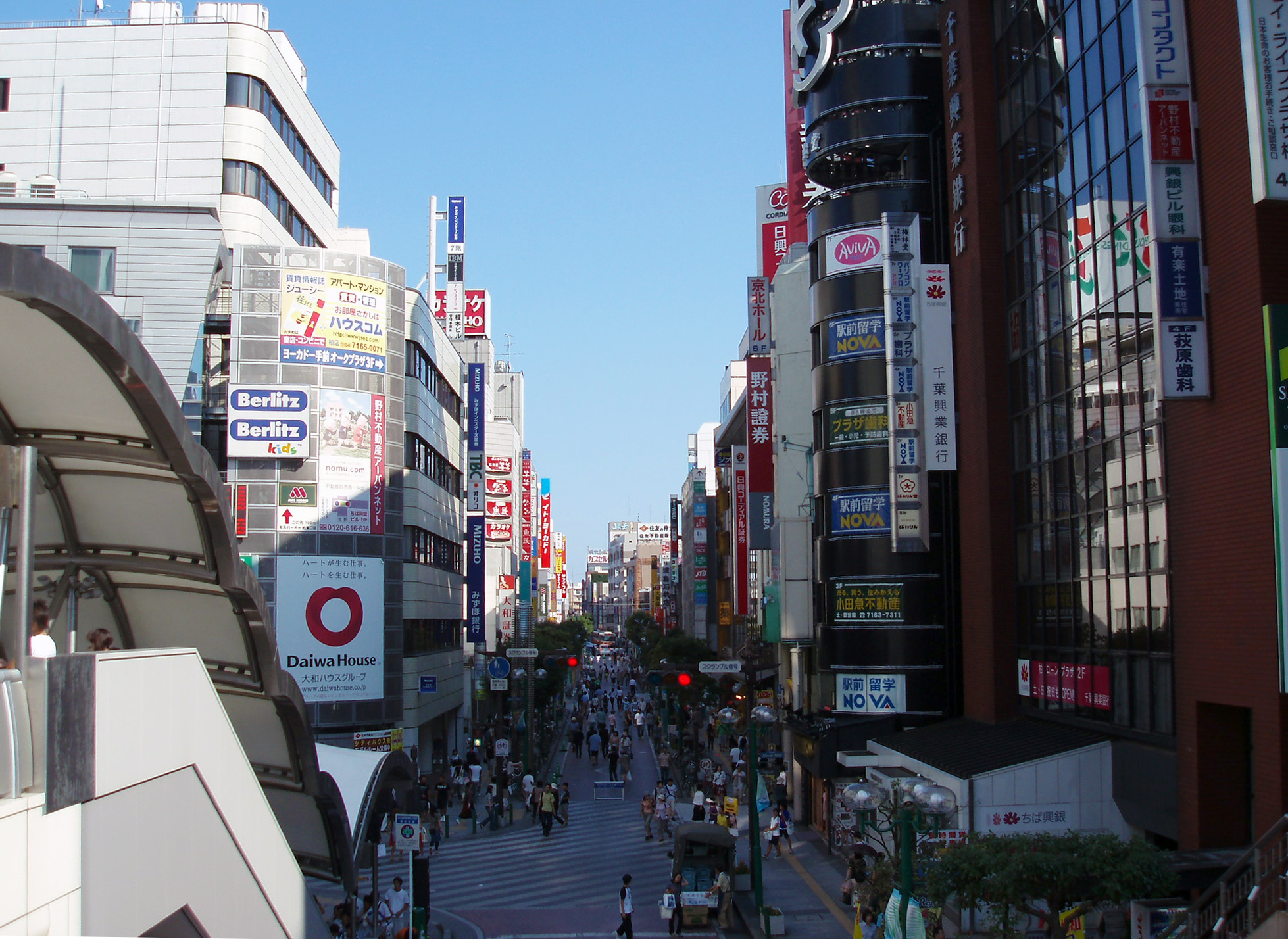
ハウディモール（駅前商店街）

柏駅周辺はストリートミュージシャンが多く、連日多くの若者が集まり、若者層をターゲットとした商店も多い。このため「東の渋谷」と表されることもあり、特に柏駅東口側（柏神社・柏郵便局付近）は個人商店が多く、裏原宿のようになっていることから、それに倣って「裏かしわ（通称：裏カシ）」などと呼ばれることもある。

### 名所・旧跡
- 赤城神社

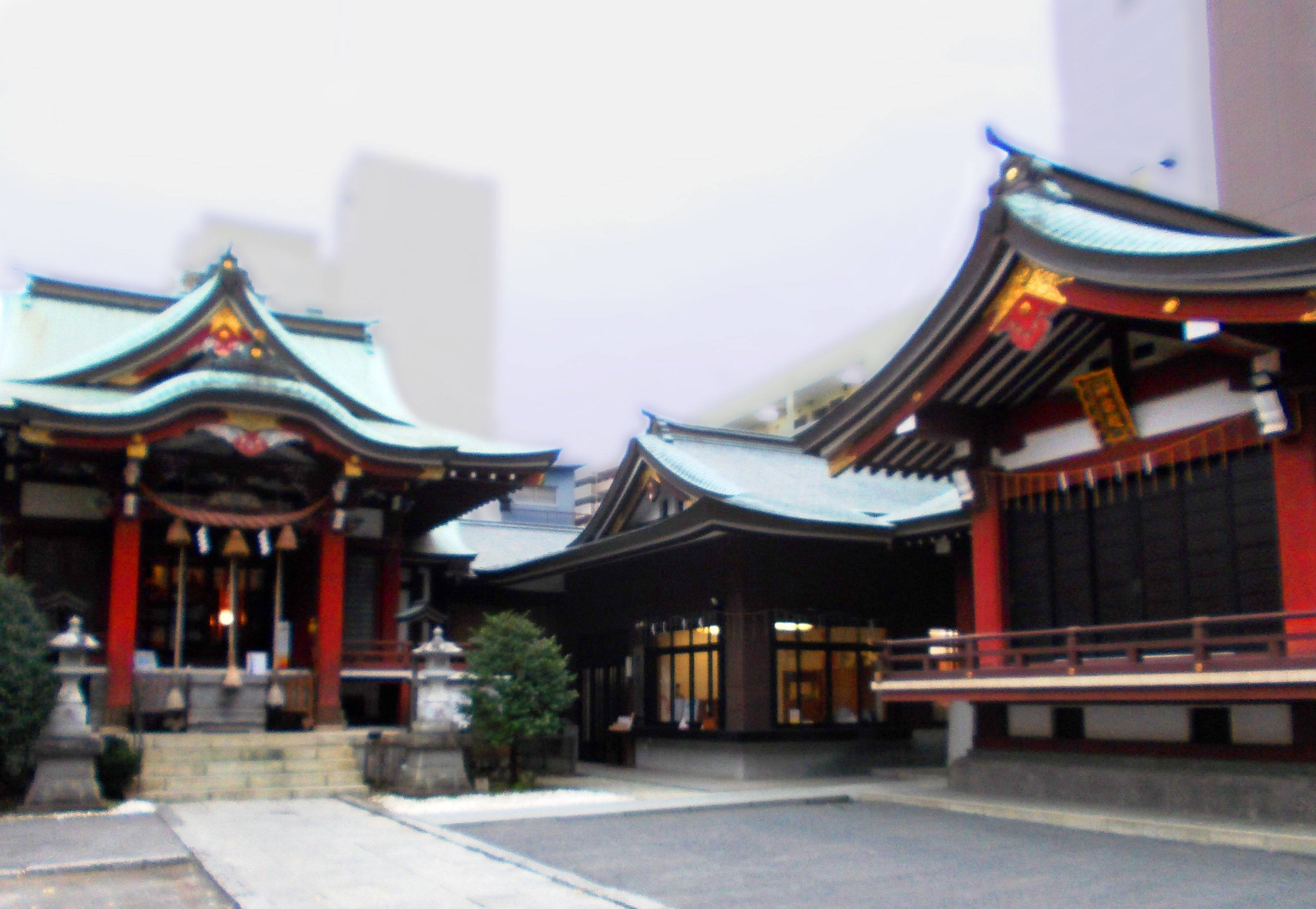
柏神社
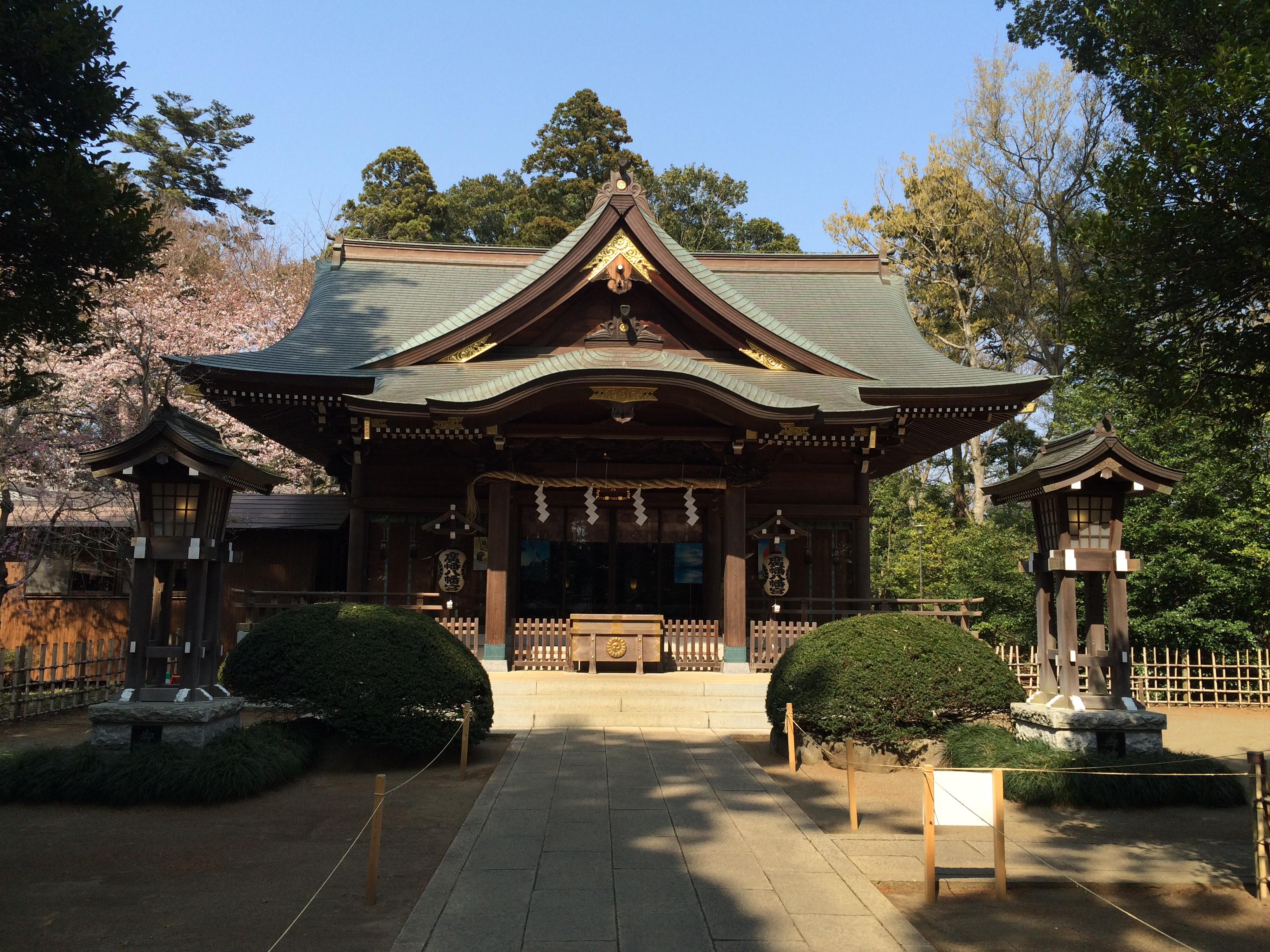
廣幡八幡宮
- 諏訪神社（柏鎮守）
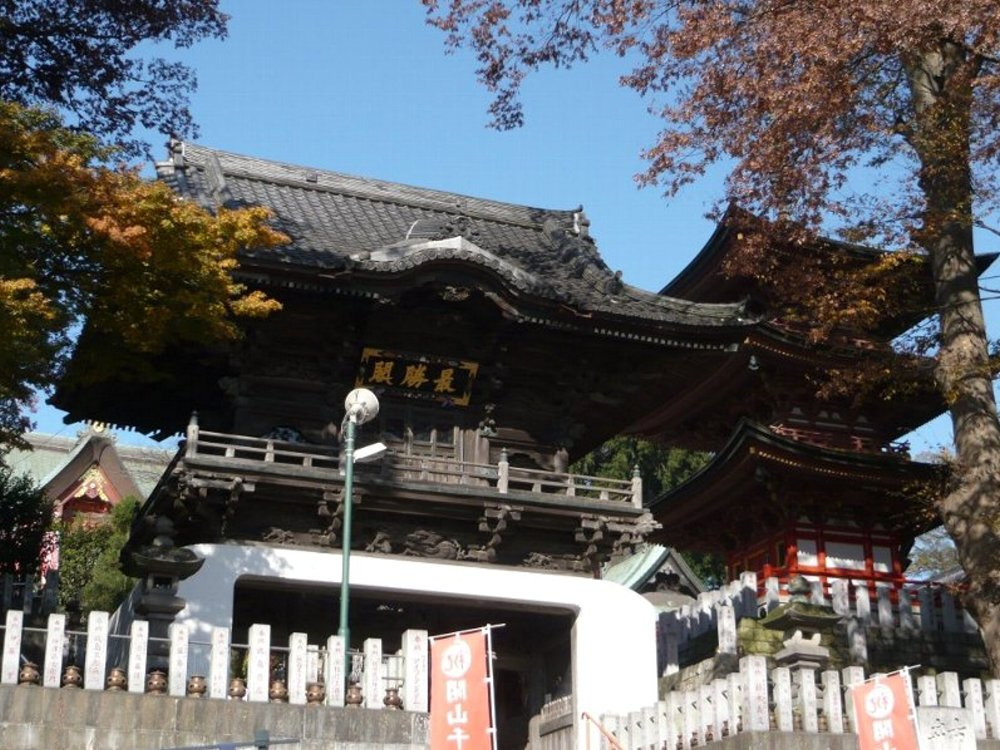
東海寺 - 布施弁天と称され、寛永寺弁天堂・江島神社とともに関東三弁天のひとつに数えられている。
- 旧手賀教会堂
- 日本バプテスト柏教会
- 増尾城跡
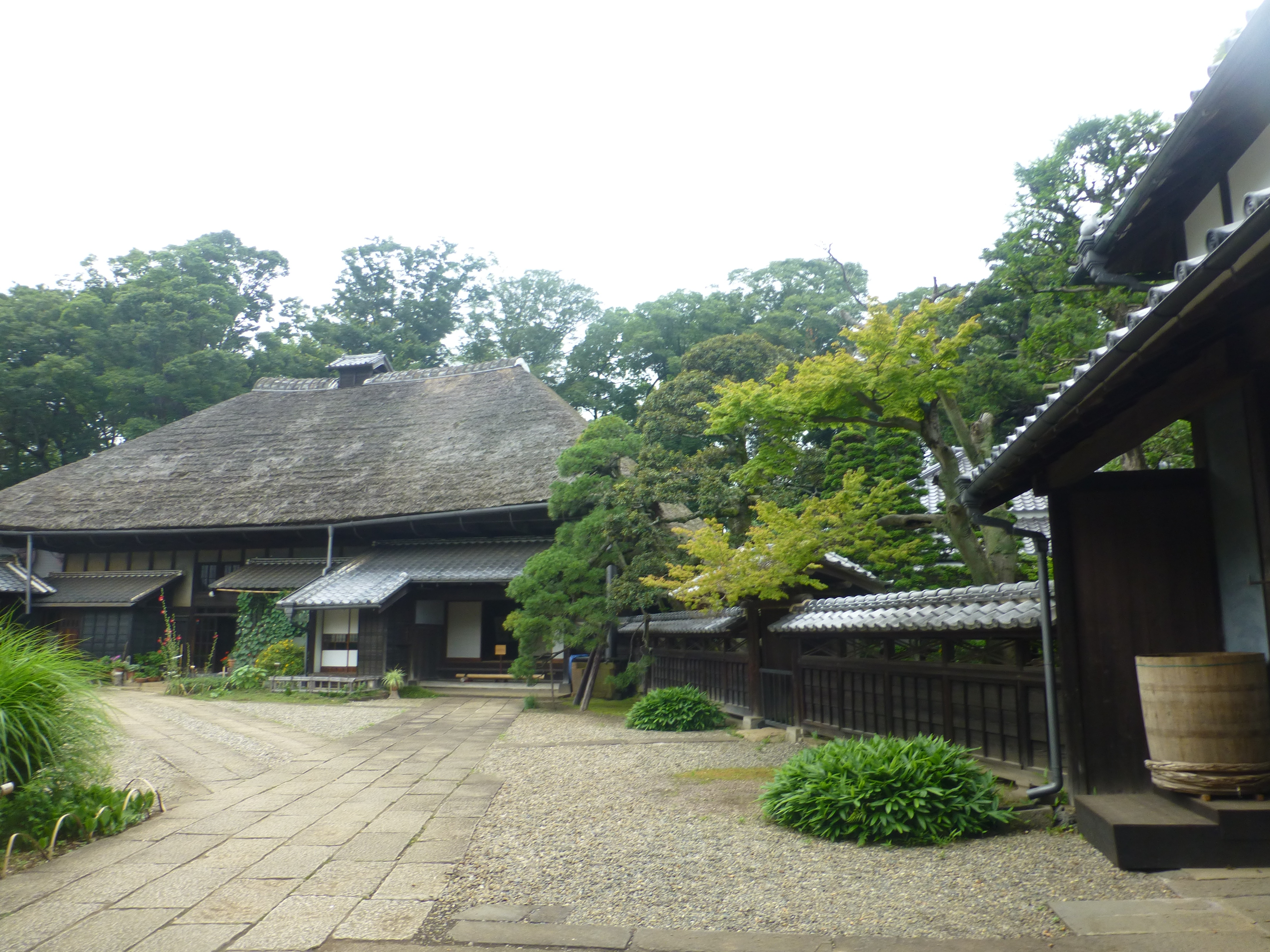
旧吉田家住宅（国の重要文化財）
- 中国野菜栽培創草の地

- 柏神社
- 廣幡八幡宮
- 東海寺（布施弁天）
- 旧吉田家住宅（重要文化財）

### 観光スポット
- 千葉県立柏の葉公園 - 植物園、池、柏の葉公園総合競技場、芝生広場、コミュニティ体育館など。
- あけぼの山公園（あけぼの山農業公園） - 風車、農業資料館、バーベキューガーデン、アスレチックコース、サイクリングコースなど。
- あけぼの第二公園
- 柏ふるさと公園・北柏ふるさと公園 - 手賀沼花火大会の柏会場になる。
- 柏公園 - サクラの名所。
- 柏西口第一公園 - 国鉄D51形蒸気機関車が静態保存されている。
- こんぶくろ池自然博物公園
- 中原ふれあい防災公園
- 手賀の丘公園 - アスレチックコース、キャンプ場、バーベキュー広場
- 手賀の杜中央公園
- 増尾城址総合公園
- 柏しょうなん夢ファーム
- 手賀沼
  - 千葉県立手賀沼自然ふれあい緑道
  - 手賀沼ビジターセンター
  - 手賀沼フィッシングセンター
- 下総航空基地 - 一般開放時（催事）には展示飛行、航空機地上展示を行っている。
- 柏市場 - 同市場内に、元競輪選手の十文字貴信が、夫婦で経営しているラーメン店がある。

温泉
- みのりの湯（健康ランド） - 2022年閉館

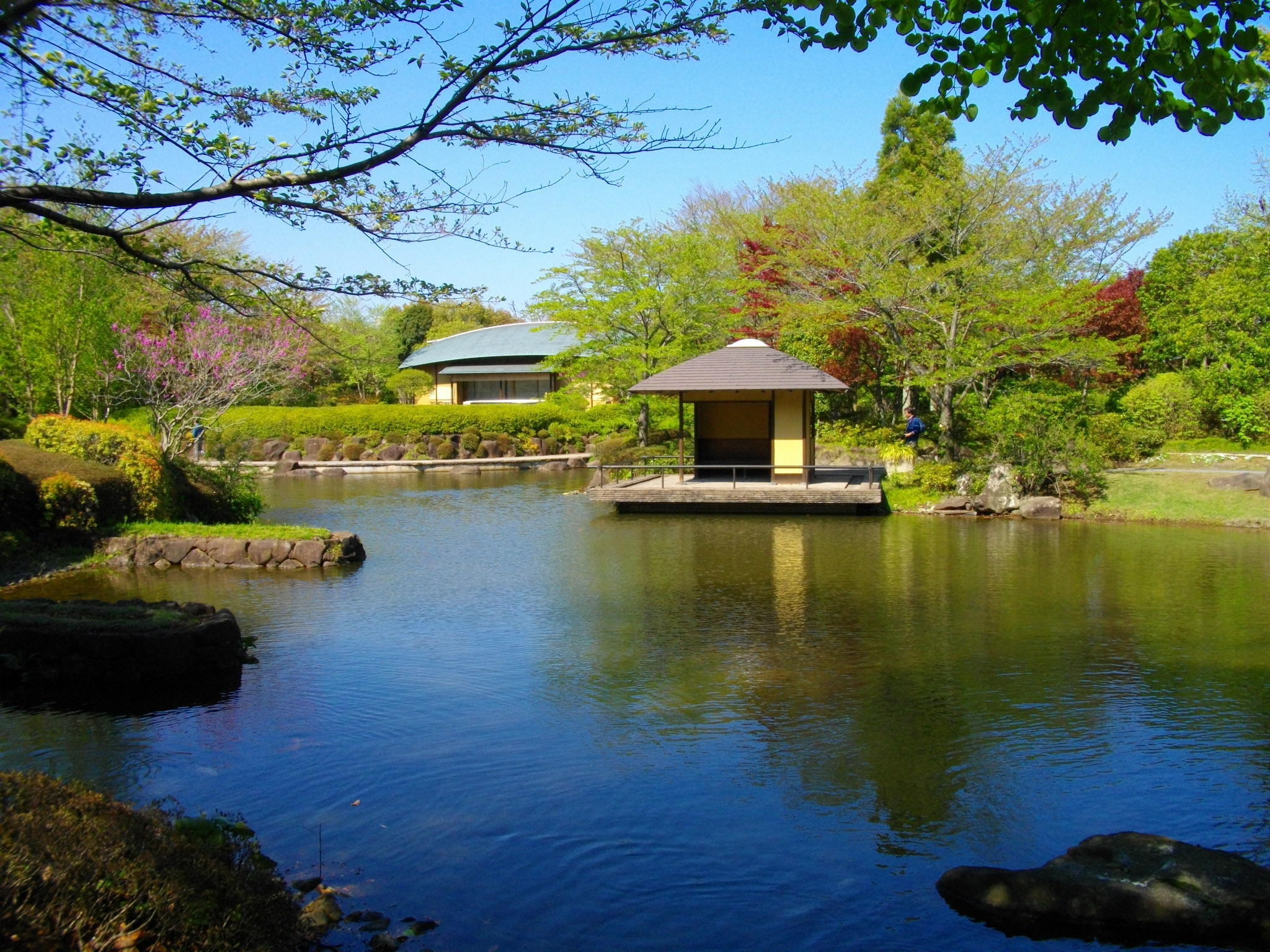
千葉県立柏の葉公園
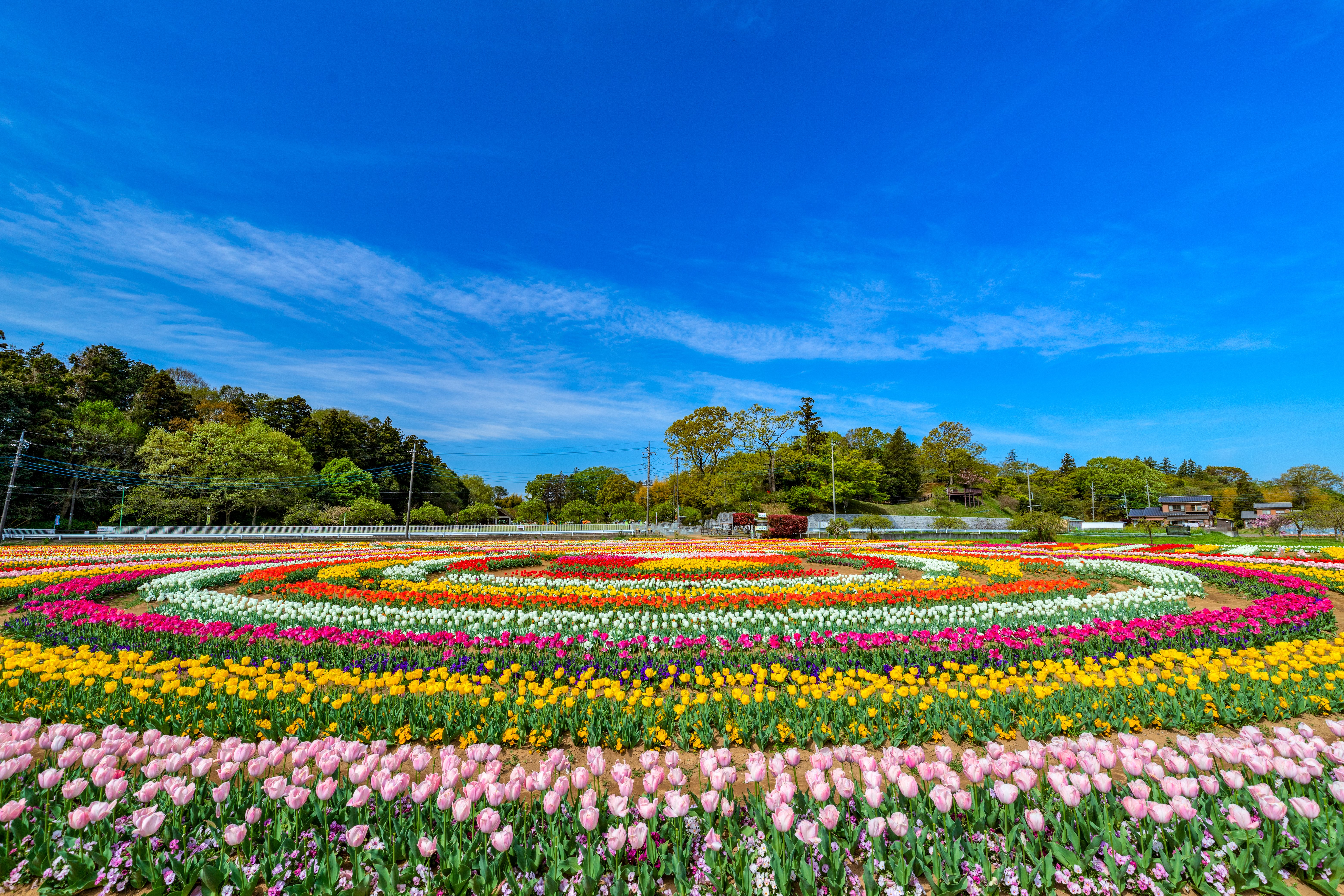
あけぼの山公園
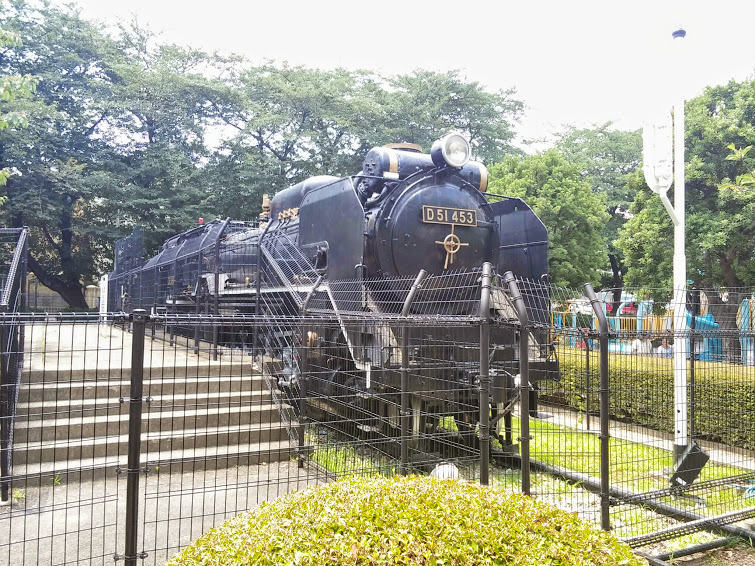
柏西口第一公園（国鉄D51形蒸気機関車）
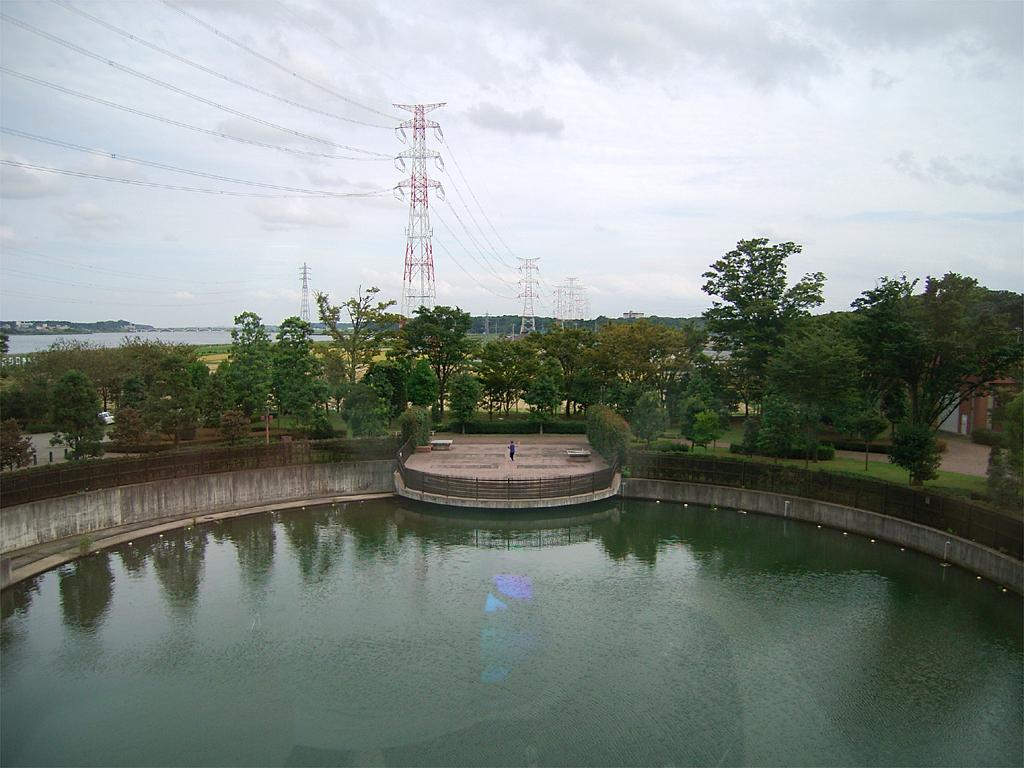
手賀沼ビジターセンター
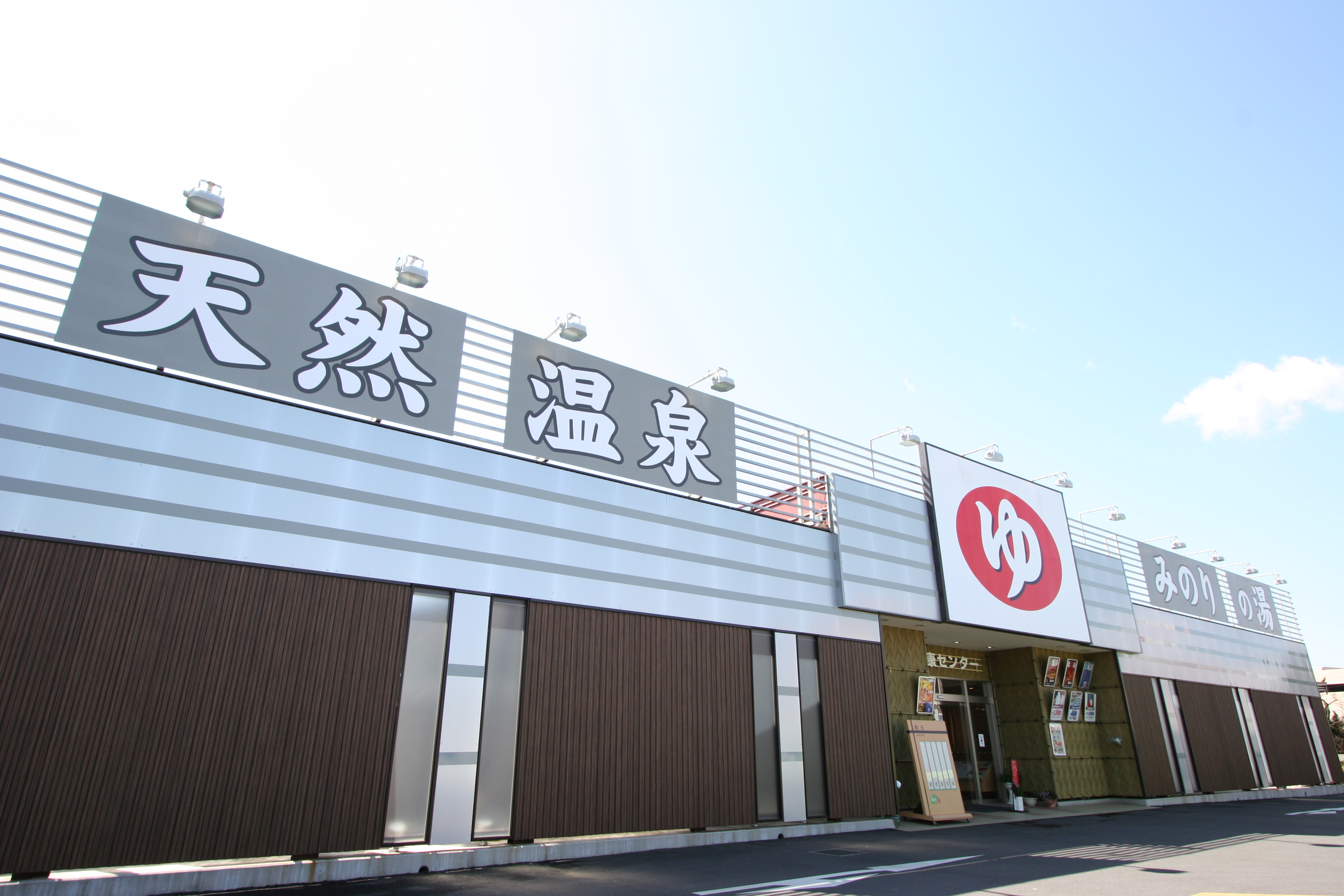
みのりの湯（健康ランド）

### 祭事・催事
- 柏まつり - 7月下旬の2日間。柏駅周辺で行われる市最大の祭。約70万人の人出で千葉県最大級。
  - 柏おどり・京北音頭 - 上記の「柏まつり」や市内の盆踊りなどで披露される踊り。
  - 柏ねぶた - 西口イベントとして開催されている。つがる市との交流があり、柏市でのねぶたが実現した。
- 手賀沼花火大会 - 8月上旬。1987年以降、柏市と我孫子市が主催する花火大会（合併前は柏・我孫子両市と沼南町の2市1町主催）。不景気や震災、オリンピックなどの影響により、何度か中止が発生している。
- マルシェコロール - 柏の葉地区で毎月1回開催している市場。
- 手賀沼トライアスロン - 8月下旬。県協会公認のトライアスロンで、沼南地区を会場に開かれる。
- 手賀沼エコマラソン - 10月。
- アートラインかしわ - 11月。街全体を、芸術と音楽をコラボした催し物で賑わせるイベント。
- 下総航空基地 - 記念行事やウォーキングなどのイベントを行っている。
  - ブルーインパルスジュニア

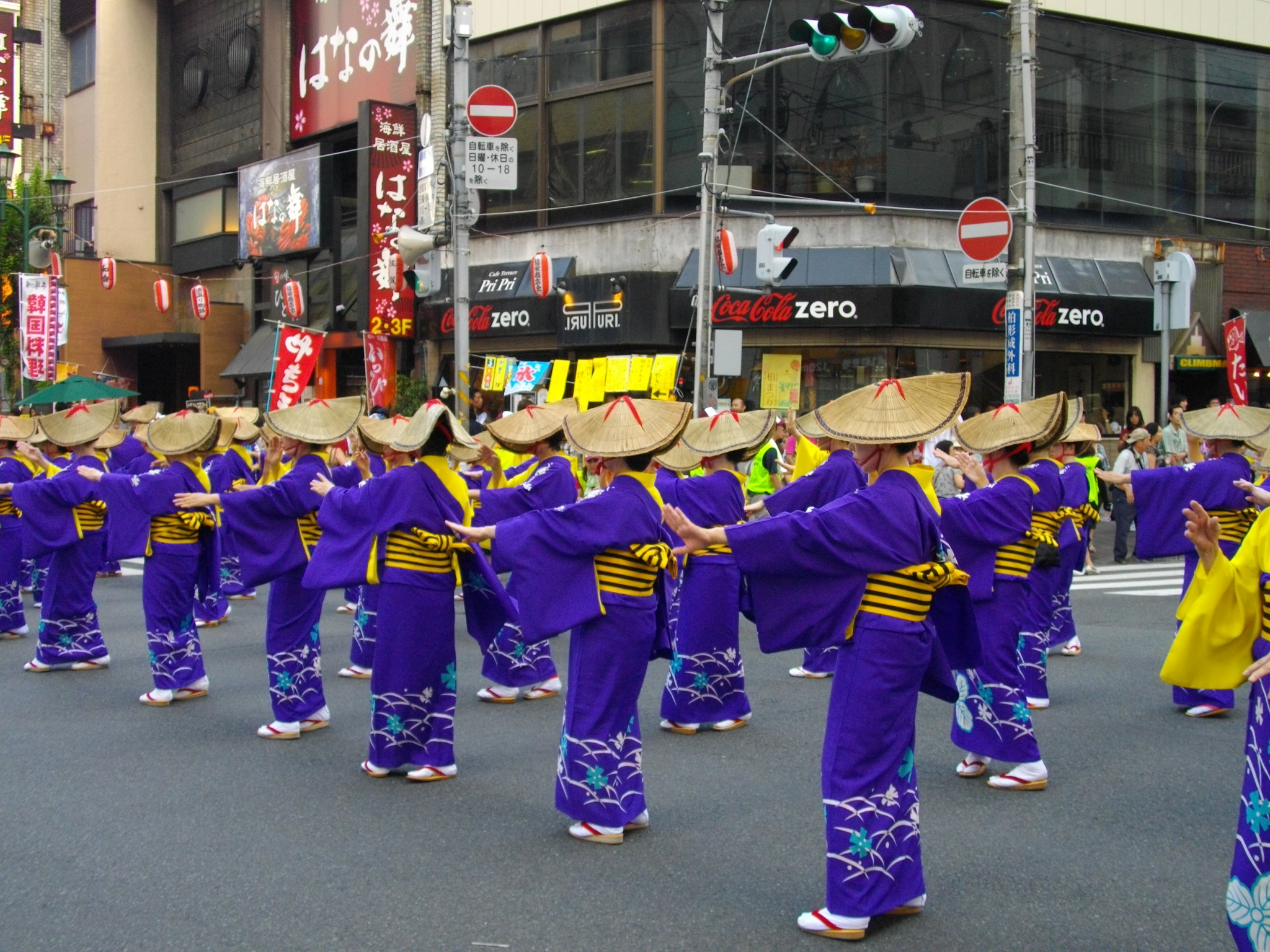
柏おどりパレード（柏まつり）
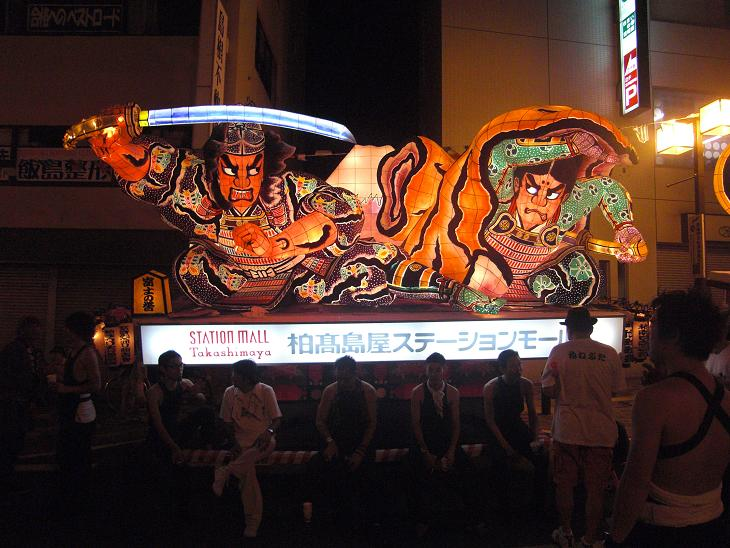
柏ねぶた（柏まつり）
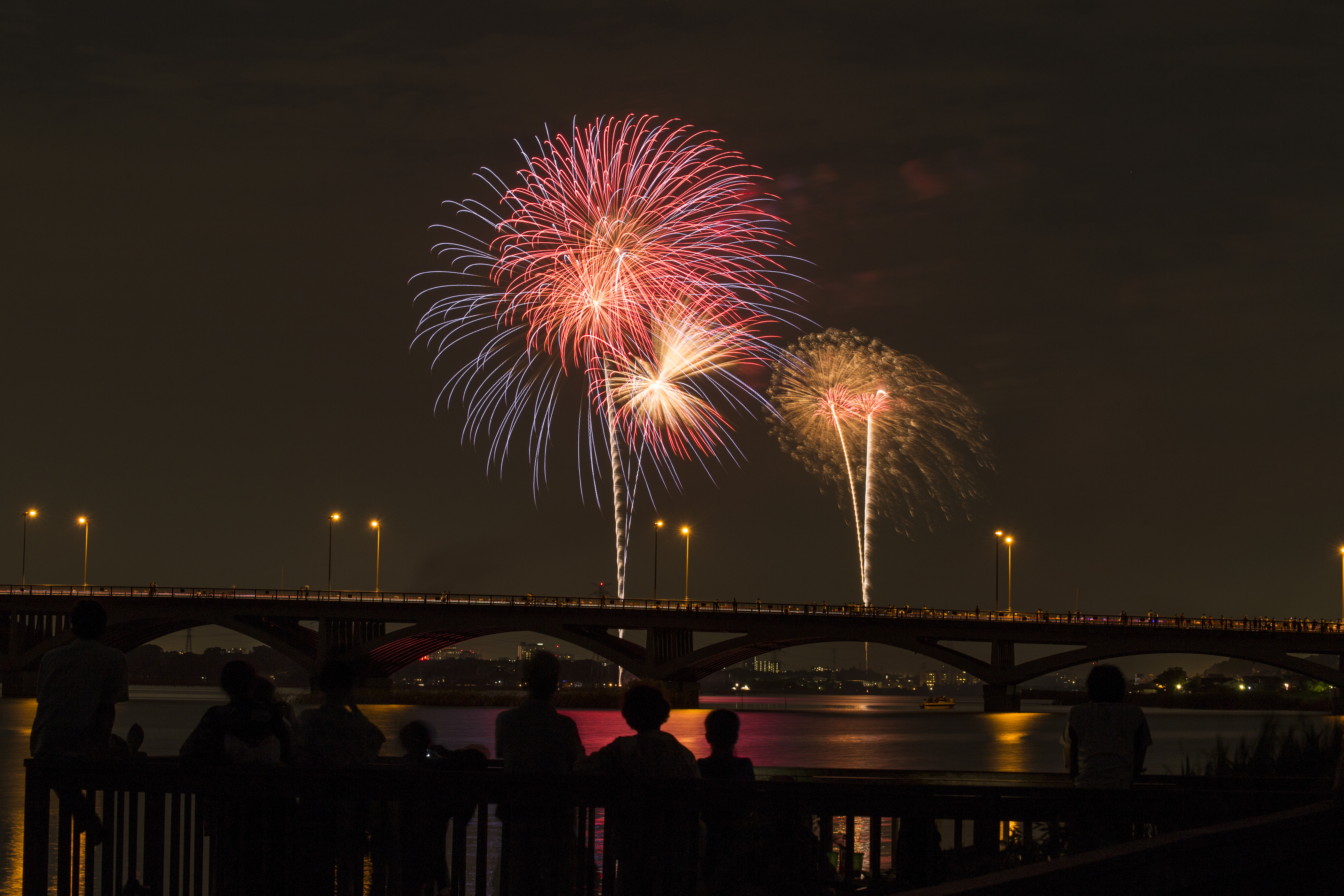
手賀沼花火大会
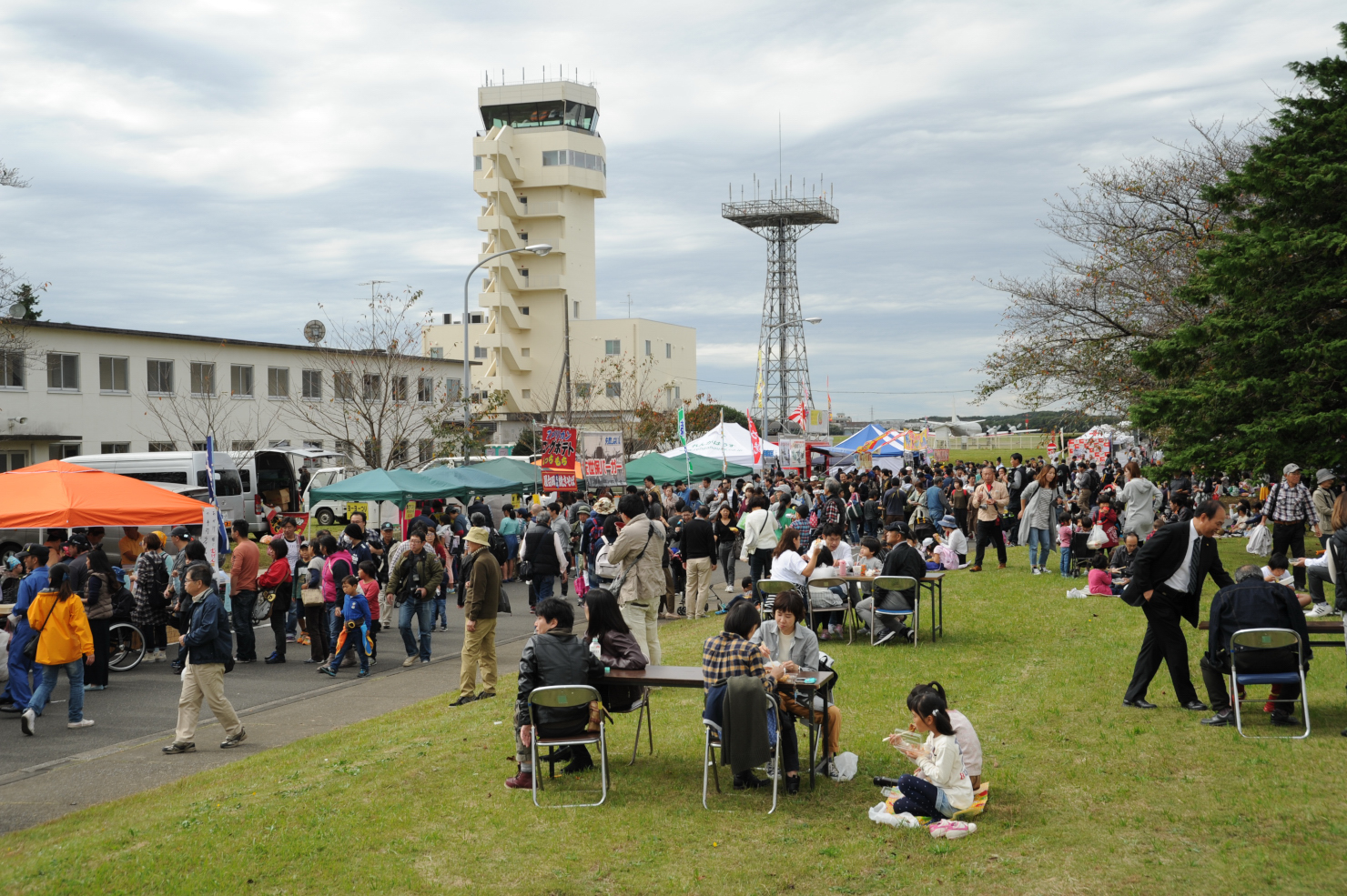
下総航空基地記念行事（写真は開設57周年）

## 文化財
国・県指定および国登録文化財一覧。
| 番号 | 指定・登録 | 類別                     | 名称                                                                 | 所在地               | 所有者または管理者                 | 指定年月日       | 備考 |
| ---- | ---------- | ------------------------ | -------------------------------------------------------------------- | -------------------- | ---------------------------------- | ---------------- | ---- |
| 1    | 国指定     | 重要文化財（建造物）     | 旧吉田家住宅（主屋、書院、新座敷、長屋門、向蔵、新蔵、道具蔵、西門） | 柏市花野井974-1      | 柏市                               | 平成22年12月14日 | 8棟  |
| 2    | 国指定     | 重要文化財（絵画）       | 紙本墨画淡彩弄玉仙図 岩佐勝以筆                                      | 千葉市美術館保管     | 公益財団法人摘水軒記念文化振興財団 | 平成21年7月10日  | 1巻  |
| 3    | 県指定     | 有形文化財（建造物）     | 東海寺本堂・楼門・鐘楼                                               | 柏市布施1738         | 東海寺                             | 平成18年3月14日  | 3棟  |
| 4    | 県指定     | 有形文化財（建造物）     | 旧手賀教会堂                                                         | 柏市手賀661-1        | 柏市                               | 平成24年3月16日  | 1棟  |
| 5    | 県指定     | 有形文化財（絵画）       | 聖画                                                                 | 柏市手賀422          | 日本ハリストス正教会手賀正教会     | 平成24年3月16日  | 3面  |
| 6    | 県指定     | 有形文化財（彫刻）       | 木造大日如来坐像                                                     | 柏市松ケ崎1112       | 覚王寺                             | 昭和50年3月28日  | 1躯  |
| 7    | 県指定     | 有形文化財（彫刻）       | 木造阿弥陀如来坐像                                                   | 柏市増尾1344-1       | 万福寺                             | 平成元年3月10日  | 1躯  |
| 8    | 県指定     | 有形文化財（彫刻）       | 木造聖観世音菩薩坐像                                                 | 柏市柳戸612          | 弘誓院                             | 平成3年2月15日   | 1躯  |
| 9    | 県指定     | 有形文化財（歴史資料）   | 妙法蓮華経板木（開結とも）                                           | 柏市柳戸612          | 弘誓院                             | 平成12年2月25日  | 51枚 |
| 10   | 県指定     | 無形民俗文化財           | 篠籠田の獅子舞                                                       | 柏市篠籠田（西光院） | 篠籠田三匹獅子舞保存会             | 昭和50年12月12日 |      |
| 11   | 県指定     | 記念物（史跡）           | 藤ケ谷十三塚                                                         | 柏市藤ケ谷347-2      | 柏市                               | 昭和53年2月28日  |      |
| 12   | 県指定     | 記念物（史跡）           | 北ノ作1・2号墳                                                       | 柏市片山             | 個人                               | 平成7年3月14日   |      |
| 13   | 国登録     | 登録有形文化財（建造物） | 伊藤家住宅主屋ほか                                                   | 柏市増尾四丁目1383   | 個人                               | 平成30年11月2日  | 6件  |
| 14   | 国登録     | 登録有形文化財（建造物） | 染谷家住宅主屋ほか                                                   | 柏市鷲野谷字稲荷内24 | 個人                               | 平成31年3月29日  | 8件  |
| 15   | 国登録     | 登録記念物（名勝）       | 旧吉田氏庭園                                                         | 花野井字原974番1他   | 柏市                               | 平成24年9月19日  |      |

## 著名な出身者

### 政官界・経済界
- 秋山浩保 - 第6代柏市長
- 石川諭 - トランザクション創業者、同会長、同社長
- 内山晃 - 衆議院議員（3期）、新党きづな代表
- 太田和美 - 第7代柏市長、衆議院議員（3期）、千葉県議会議員（1期）
- 桜田義孝 - 東京オリンピック・パラリンピック担当大臣（第4次安倍第1次改造内閣）、衆議院議員、※旧田中村
- 松崎公昭 - 総務副大臣（野田内閣・野田第1次改造内閣・野田第2次改造内閣）、衆議院議員（4期）、千葉県議会議員（3期）、柏市議会議員（3期） ※旧柏町
- 村山誠 - 厚生労働省大臣官房長、厚生労働省雇用環境・均等局長[32]

### 芸能
- AMI - ミュージシャン（TENDERLAMP・Chelsy）、女優
- 石井マーク - 声優
- 薄幸 - タレント（お笑いコンビ・納言）
- 荻野目洋子 - アイドル(ミルクメンバー・ルミ名義)、歌手、女優
- 金成公信 - タレント（お笑いコンビ・ギンナナ） ※旧沼南町
- 桑原秀和 - フリーアナウンサー、日本海テレビジョン放送・静岡放送アナウンサー
- 小名川高弘 - ミュージシャン（CHARCOAL FILTER） ※旧沼南町
- 笹本玲奈 - 女優
- JHETT a.k.a.YAKKO for AQUARIUS - ミュージシャン、DJ
- 榊原良子 - 声優、女優
- 田中聖 - ミュージシャン（INKT）、アイドル (KAT-TUN) ※旧沼南町
- 田中樹 - アイドル (SixTONES)
- 田中彪 - 俳優 ※旧沼南町
- 辻凌志朗 - 俳優
- 智田裕一 - フジテレビジョン経済部記者、アナウンサー
- 手賀沼ジュン - ミュージシャン、タレント ※旧沼南町、出生地はネパール王国。
- 長島瑞穂 - フリーアナウンサー、秋田テレビアナウンサー
- ナラヨシタカ - ラジオパーソナリティ※出生地は北海道札幌市。
- 成嶋早穂 - フリーアナウンサー、タレント、東海テレビアナウンサー
- 野仲美貴 - タレント
- パッパラー河合 - ミュージシャン（爆風スランプ）
- 原知宏 - タレント ※旧沼南町
- 三田涼子 - フリーアナウンサー、東京MXテレビアナウンサー
- 三井ゆり - 女優
- motsu - ミュージシャン (m.o.v.e)
- 森下涼子 - 女優
- 山崎ケイ - タレント（お笑いコンビ・相席スタート）
- 山崎遥香 - 舞台俳優 ※出生地は千葉県流山市。
- 山岡裕明 - NHKアナウンサー ※出生地は東京都杉並区。
- 湯上響花 - ファッションモデル[33]
- 稲輪吉泰 - 俳優

### 映画監督
- 田中壱征 - 映画監督、脚本家

### ジャーナリスト
- 斉藤健仁 - スポーツライター

### スポーツ
- 飯田沙耶 - 女子プロレスラー（スターダム所属）
- 石川直樹 - サッカー選手
- 今村文男 - 陸上競技選手
- 碓井健平 - サッカー選手
- 柏大五郎 - プロレスラー（KAIENTAI-DOJO）
- 木竜皇博一 - 力士 ※出生地は東京都墨田区。
- 麒麟児和春 - 力士 ※旧柏町
- 国枝慎吾 - 車いすテニス選手
- 琴栄峰央起 - 力士
- 琴勝峰吉成 - 力士
- 小宮山悟 - プロ野球選手
- 酒井宏樹 - サッカー選手
- 沢松和子 - テニス選手
- 白井裕人 - サッカー選手
- 鈴木塁人 - 陸上競技長距離走選手
- 隆の勝伸明 - 力士
- 古城茂幸 - プロ野球選手
- 豊昇龍智勝 - 力士
- 魔裟斗 - 格闘家
- 三輪隆 - プロ野球選手
- 谷沢健一 - プロ野球選手、柏市民特別功労賞受賞者[34]） ※旧柏町
- 山口翼 - 競輪選手
- 山中亮輔 - サッカー選手

### 学者・クリエイター
- 池田理代子 - 漫画家 ※旧沼南町
- エート（寺島圭亮）- YouTuber、アーティスト
- 岡野剛 - 漫画家
- かんざきひろ - イラストレーター、アニメーター（織田広之名義）、ミュージシャン（鼻そうめんP名義）
- 後藤仁 - 日本画家
- テオくん - YouTuber（スカイピース）
- PDRさん - YouTuber
- 戸部真澄 - 法学者
- 廣瀬敬 - 地球科学者
- 水野治久 - 心理学者
- 山内一典 - ゲームクリエイター、グランツーリスモシリーズ発案者
- 吉本蜂矢 - 漫画家

### その他
- 生食 - 平安末期に活躍した馬

### 在住著名人
- 石田和雄 - 将棋棋士
- 木内信夫 - 川柳家、水彩画家、イラストレーター
- 郷力也 - 漫画家
- 小松崎茂 - 画家（かつて在住）
- 高木ブー - コメディアン（ザ・ドリフターズ）、ミュージシャン。（かつて在住）※旧柏町。出生地は東京都豊島区。戦時中に親戚の住んでいた柏市へ疎開し、戦後もそのまま暫くの間在住していた。中学、高校は柏から常磐線を使って東京へ通った。
- 高屋良樹（ちみもりを） - 漫画家

## 柏市を舞台・ロケ地とした作品

### 漫画
- あしたの今日子さん（いわさきまさかず）
- うさうさにゃんにゃん（吉本蜂矢）
- 女地球人リンコ（吉本蜂矢）
- デビューマン（吉本蜂矢）

### テレビドラマ
- エ・アロール（2003年、TBS） - 設定は東京・銀座の高級老人ホーム
- 花盛り!ハナマン柏独身寮（フジテレビ「夢で逢えたら」内のコントドラマ）
- ゆっくりおダイエット（1994年、NHKドラマ新銀河）

### アニメ
- 超普通都市カシワ伝説 - 柏市の地域活性化を目的としたご当地アニメ

### 歌謡曲
- KASHIWAマイラブ〜ユーミンを聴きながら（爆風スランプ）
- 風の交差点-柏ラブソング-（オオゼキタク）
- 国道16（Something ELse）
- ひまわりのうた ―柏Street Live ver.―（Something ELse）
- カゲロウプロジェクトシリーズ(じん）